# Séméac
Séméac est une commune française située dans le nord du département des Hautes-Pyrénées, en région Occitanie.
Sur le plan historique et culturel, la commune est dans l’ancien comté de Bigorre, comté historique des Pyrénées françaises et de Gascogne. Exposée à un climat océanique altéré, elle est drainée par l'Adour, le canal d'Alaric, le ruisseau de Layet et par deux autres cours d'eau. La commune possède un patrimoine naturel remarquable : un site Natura 2000 (la « vallée de l'Adour »), un espace protégé (l'« Adour et affluents ») et trois zones naturelles d'intérêt écologique, faunistique et floristique.
Séméac est une commune urbaine qui compte 5 202 habitants en 2022. Elle est dans l'agglomération de Tarbes et fait partie de l'aire d'attraction de Tarbes. Ses habitants sont appelés les Séméacais ou  Séméacaises.

## Géographie

### Localisation
La commune de Séméac se trouve dans le département des Hautes-Pyrénées, en région Occitanie.
Elle se situe à 3 km à vol d'oiseau de Tarbes, préfecture du département, et à 2 km d'Aureilhan, bureau centralisateur du canton d'Aureilhan dont dépend la commune depuis 2015 pour les élections départementales.
La commune fait en outre partie du bassin de vie de Tarbes.
Les communes les plus proches sont : 
Sarrouilles (1,8 km), Aureilhan (1,9 km), Soues (2,6 km), Tarbes (2,7 km), Laloubère (3,6 km), Boulin (3,7 km), Barbazan-Debat (3,8 km), Horgues (4,7 km).
Sur le plan historique et culturel, Séméac fait partie de l’ancien comté de Bigorre, comté historique des Pyrénées françaises et de Gascogne créé au IXe siècle puis rattaché au domaine royal en 1302, inclus ensuite au comté de Foix en 1425 puis une nouvelle fois rattaché au royaume de France en 1607. La commune est dans le pays de Tarbes et de la Haute Bigorre.

### Communes limitrophes
Les communes limitrophes sont Aureilhan, Barbazan-Debat, Sarrouilles, Soues et Tarbes.
|        | Aureilhan |                |
| Tarbes | Séméac    | Sarrouilles    |
|        | Soues     | Barbazan-Debat |

### Hydrographie
La commune est dans le bassin de l'Adour, au sein du bassin hydrographique Adour-Garonne. Elle est drainée par l'Adour, le canal d'Alaric, le ruisseau de Layet et par deux petits cours d'eau, constituant un réseau hydrographique de 6 km de longueur totale,.
L'Adour, d'une longueur totale de 308,8 km, se forme dans la vallée de Campan en Haute-Bigorre de la réunion de trois torrents : l'Adour de Payolle, l'Adour de Gripp et l'Adour de Lesponne et s'écoule vers le nord. Il traverse la commune et se jette dans le golfe de Gascogne à Anglet, après avoir traversé 118 communes.
Le canal d'Alaric, d'une longueur totale de 73,7 km, prend sa source dans la commune de Pouzac et s'écoule vers le nord. Il traverse la commune et se jette dans l'Adour à Izotges, après avoir traversé 38 communes.

### Climat
Le climat est tempéré de type océanique, en raison de l'influence proche de l'océan Atlantique situé à peu près 150 km plus à l'ouest. La proximité des Pyrénées fait que la commune profite d'un effet de foehn, il peut aussi y neiger en hiver, même si cela reste inhabituel.
| Mois                              | jan.  | fév.  | mars  | avril | mai   | juin  | jui.  | août  | sep.  | oct.  | nov.  | déc.  | année   |
| --------------------------------- | ----- | ----- | ----- | ----- | ----- | ----- | ----- | ----- | ----- | ----- | ----- | ----- | ------- |
| Température minimale moyenne (°C) | 0,6   | 1,3   | 2,7   | 5,2   | 8,3   | 11,6  | 14,1  | 13,9  | 11,7  | 8     | 3,6   | 1,3   | 6,9     |
| Température moyenne (°C)          | 5,3   | 6,1   | 7,8   | 10    | 13,3  | 16,7  | 19,3  | 19    | 17,2  | 13,3  | 8,5   | 5,8   | 11,9    |
| Température maximale moyenne (°C) | 9,9   | 11    | 12,9  | 14,8  | 18,3  | 21,7  | 24,5  | 24    | 22,6  | 18,6  | 13,4  | 10,4  | 16,8    |
| Ensoleillement (h)                | 108,8 | 118,8 | 155,6 | 157,2 | 181,3 | 191,5 | 215,5 | 196,4 | 194,5 | 164,4 | 124,4 | 104,4 | 1 912,8 |
| Précipitations (mm)               | 112,8 | 97,5  | 100,2 | 105,7 | 113,6 | 80,7  | 57,3  | 70,3  | 71    | 85,2  | 93    | 112,1 | 1 099,4 |

### Milieux naturels et biodiversité

#### Espaces protégés
La protection réglementaire est le mode d’intervention le plus fort pour préserver des espaces naturels remarquables et leur biodiversité associée,.
Dans ce cadre, la commune fait partie.
Un  espace protégé est présent sur la commune : 
l'« Adour et affluents », objet d'un arrêté de protection de biotope, d'une superficie de 215,8 ha.

#### Réseau Natura 2000

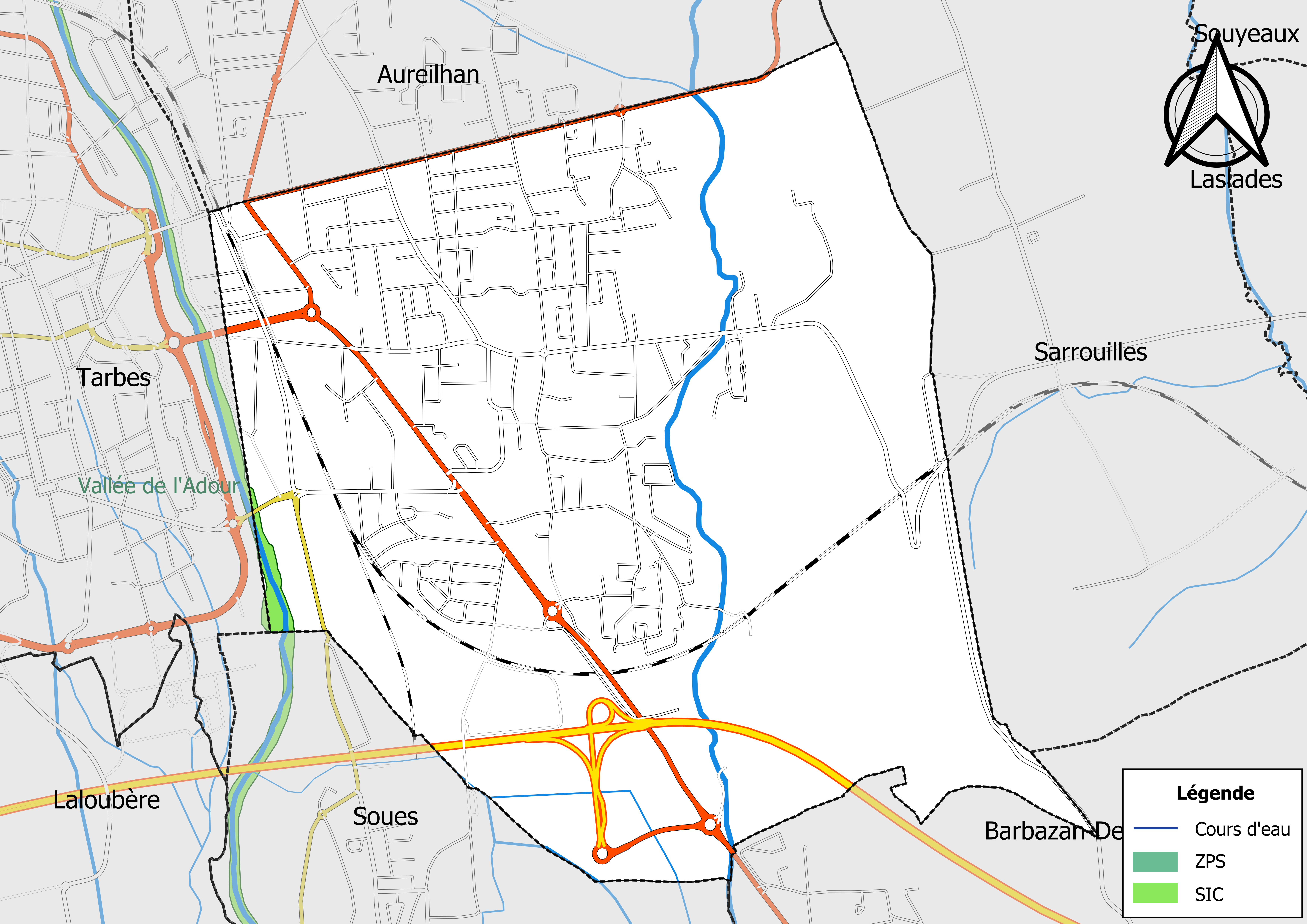
Site Natura 2000 sur le territoire communal.

Le réseau Natura 2000 est un réseau écologique européen de sites naturels d'intérêt écologique élaboré à partir des directives habitats et oiseaux, constitué de zones spéciales de conservation (ZSC) et de zones de protection spéciale (ZPS).
Un site Natura 2000 a été défini sur la commune au titre de la directive habitats : la « vallée de l'Adour », d'une superficie de 2 694 ha, un espace où les habitats terrestres et aquatiques abritent une flore et une faune remarquable et diversifiée, avec la présence de la Loutre et de la Cistude d'Europe.

#### Zones naturelles d'intérêt écologique, faunistique et floristique
L’inventaire des zones naturelles d'intérêt écologique, faunistique et floristique (ZNIEFF) a pour objectif de réaliser une couverture des zones les plus intéressantes sur le plan écologique, essentiellement dans la perspective d’améliorer la connaissance du patrimoine naturel national et de fournir aux différents décideurs un outil d’aide à la prise en compte de l’environnement dans l’aménagement du territoire.
Deux ZNIEFF de type 1 sont recensées sur la commune :
les « bois de Rebisclou et Souyeaux » (1 334 ha), couvrant 13 communes du département et 
« l'Adour, de Bagnères à Barcelonne-du-Gers » (2 786 ha), couvrant 59 communes dont 18 dans le Gers, une dans les Landes et 40 dans les Hautes-Pyrénées
et une ZNIEFF de type 2, : 
l'« Adour et milieux annexes » (3 634 ha), couvrant 60 communes dont 18 dans le Gers, une dans les Landes et 41 dans les Hautes-Pyrénées. Depuis 2020 la municipalité et l'association ADRACE ont initié l'élaboration et la mise en oeuvre  du seul Atlas de la Biodiversité Communale existant à ce jour dans les Hautes-Pyrénées, hors Parc National.

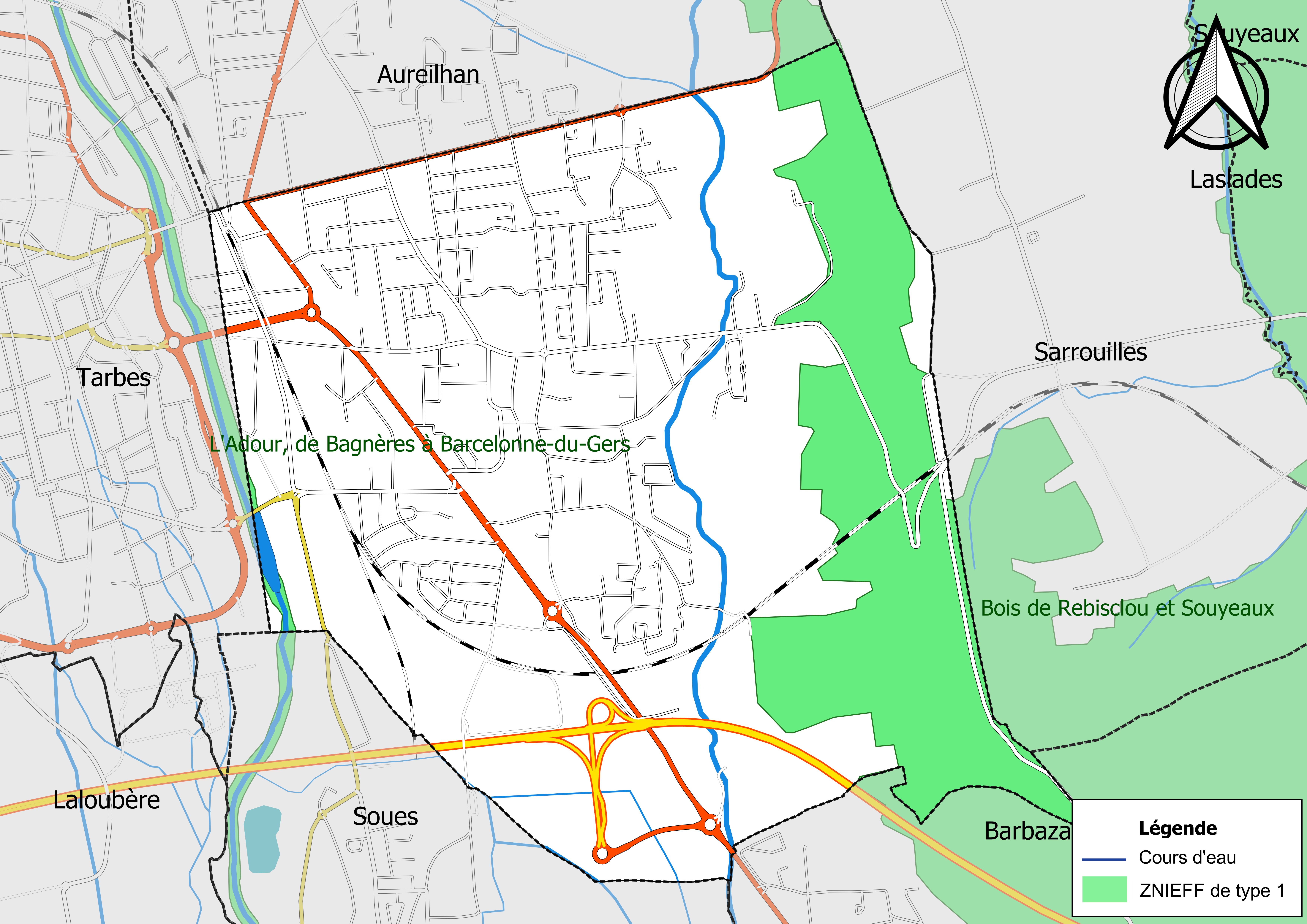
Carte des ZNIEFF de type 1 sur la commune.
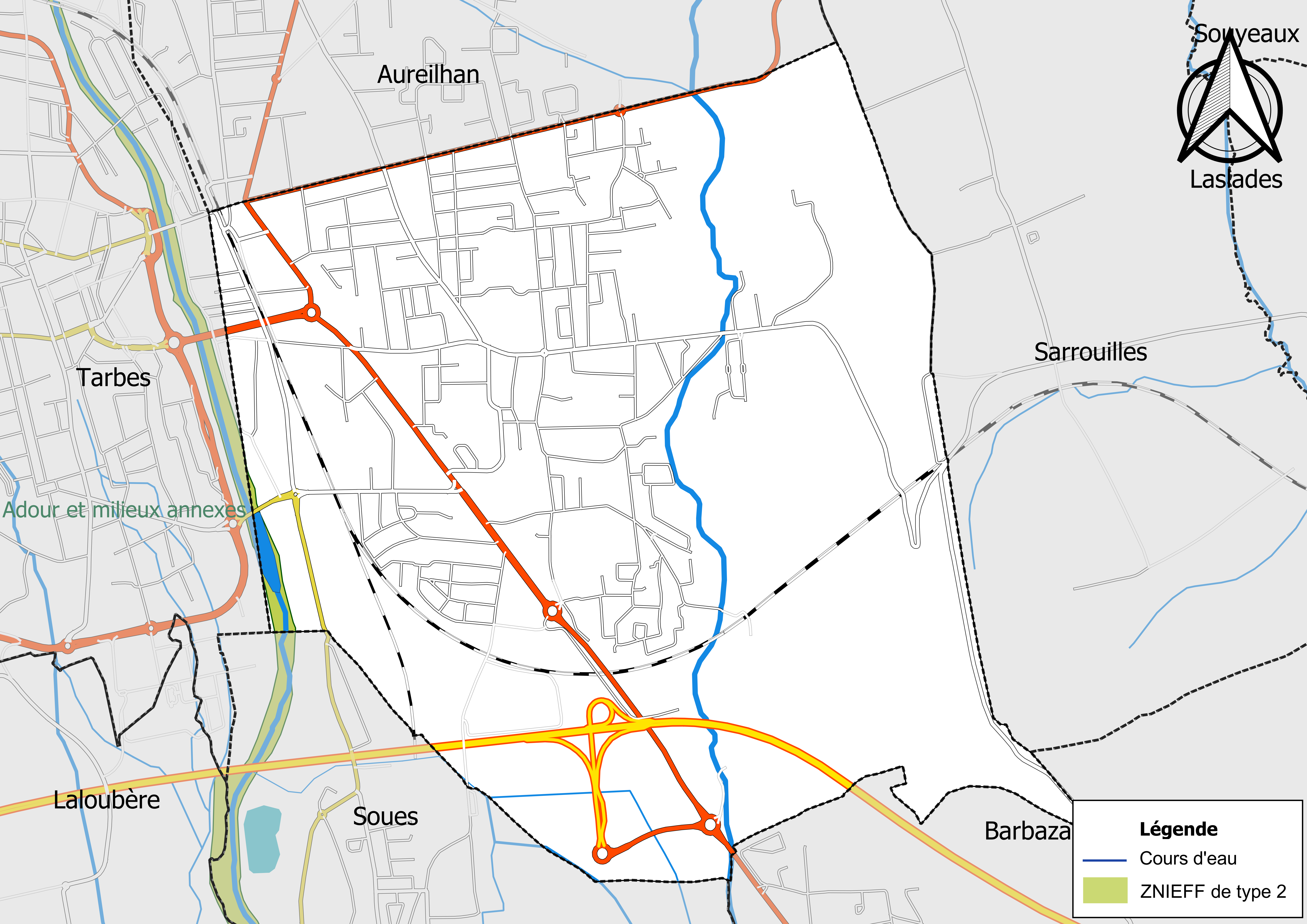
Carte de la ZNIEFF de type 2 sur la commune.

## Urbanisme

### Typologie
Au 1er janvier 2024, Séméac est catégorisée centre urbain intermédiaire, selon la nouvelle grille communale de densité à sept niveaux définie par l'Insee en 2022.
Elle appartient à l'unité urbaine de Tarbes, une agglomération intra-départementale regroupant 15  communes, dont elle est une commune de la banlieue,,. Par ailleurs la commune fait partie de l'aire d'attraction de Tarbes, dont elle est une commune du pôle principal,. Cette aire, qui regroupe 153 communes, est catégorisée dans les aires de 50 000 à moins de 200 000 habitants,.

### Occupation des sols
L'occupation des sols de la commune, telle qu'elle ressort de la base de données européenne d’occupation biophysique des sols Corine Land Cover (CLC), est marquée par l'importance des territoires artificialisés (57,3 % en 2018), en augmentation par rapport à 1990 (54,4 %). La répartition détaillée en 2018 est la suivante : 
zones urbanisées (42,8 %), zones agricoles hétérogènes (23,5 %), forêts (18,8 %), zones industrielles ou commerciales et réseaux de communication (14,5 %), prairies (0,3 %).
L'IGN met par ailleurs à disposition un outil en ligne permettant de comparer l’évolution dans le temps de l’occupation des sols de la commune (ou de territoires à des échelles différentes). Plusieurs époques sont accessibles sous forme de cartes ou photos aériennes : la carte de Cassini (XVIIIe siècle), la carte d'état-major (1820-1866) et la période actuelle (1950 à aujourd'hui).

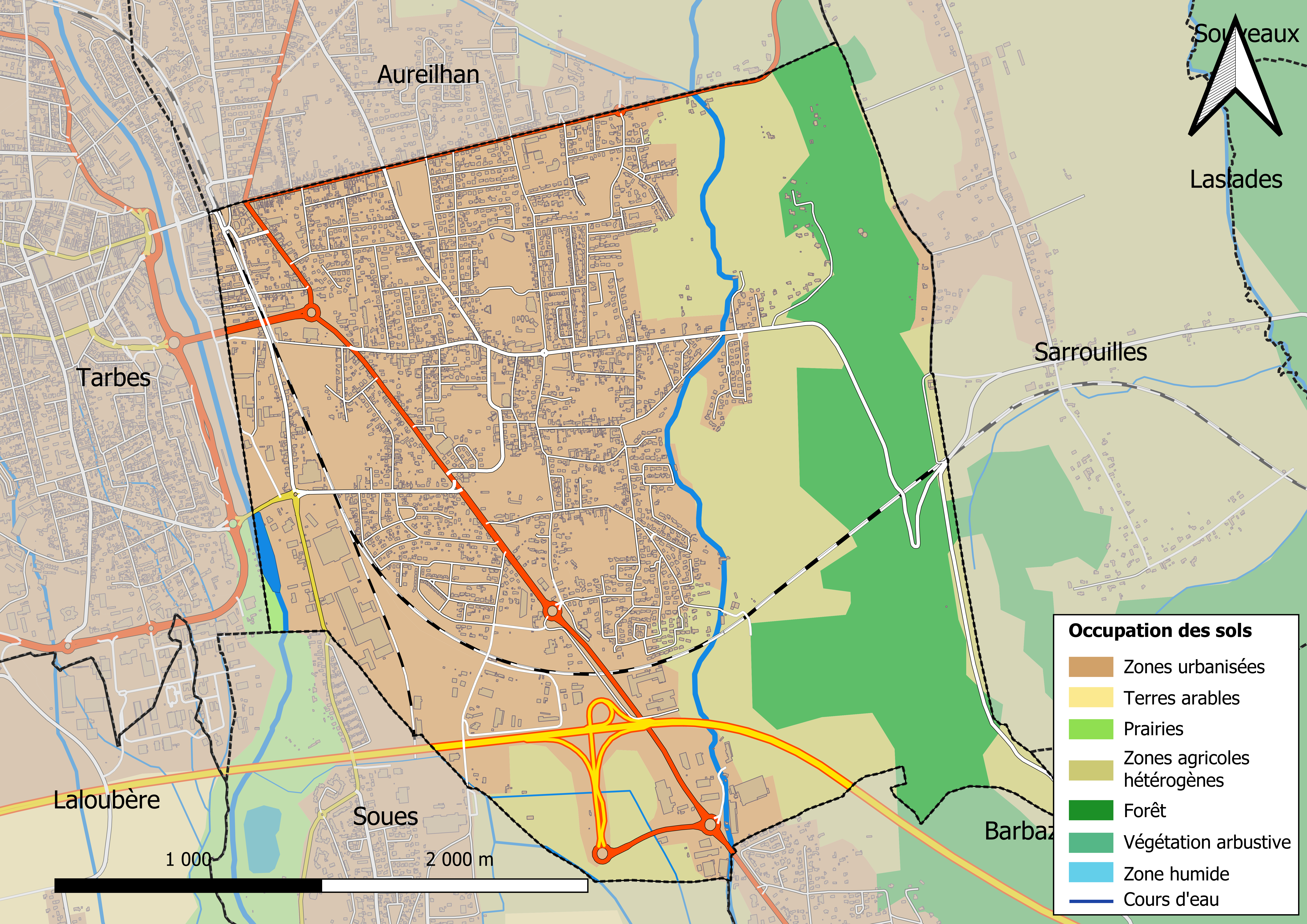
Carte des infrastructures et de l'occupation des sols en 2018 (CLC) de la commune.
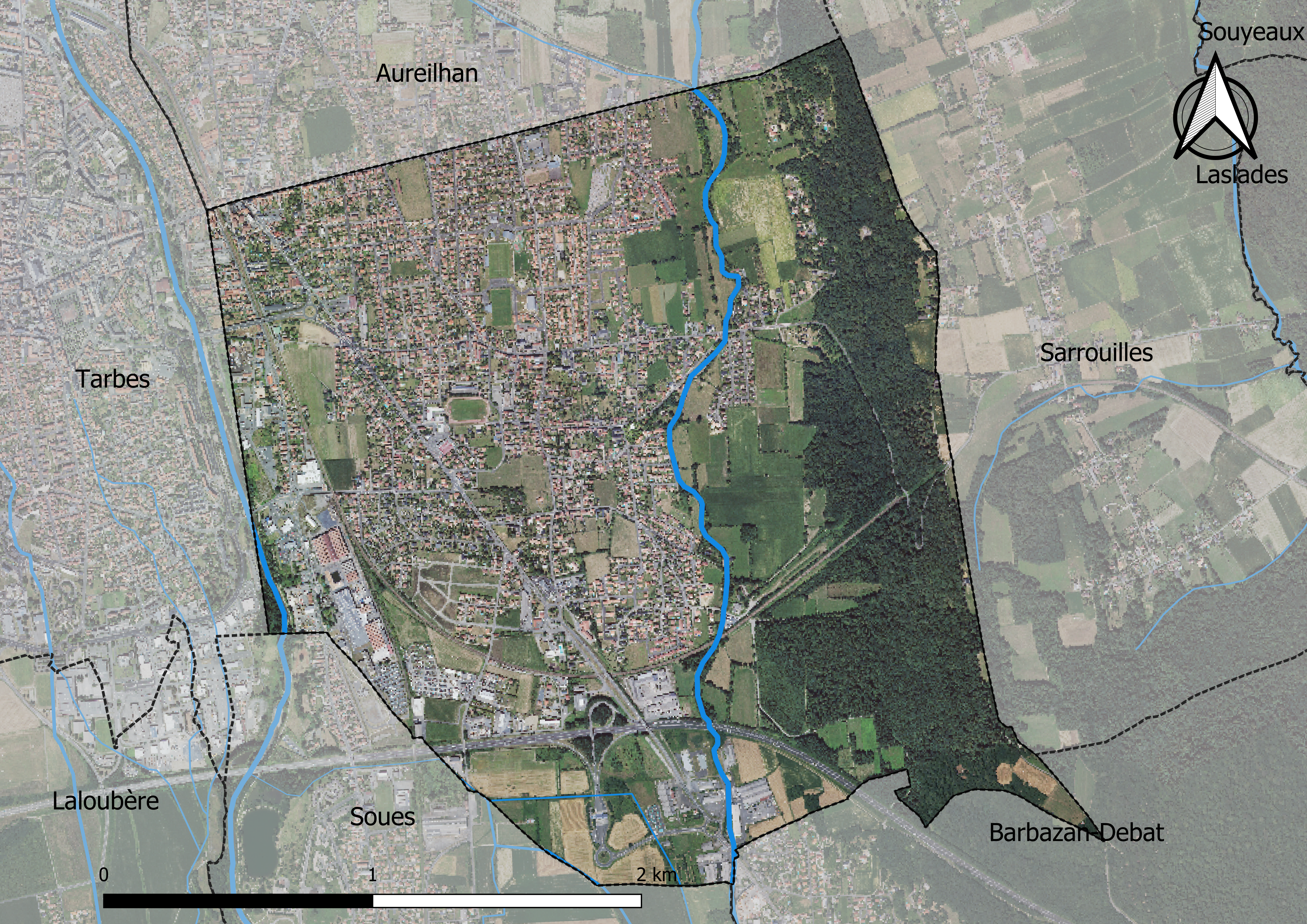
Carte orthophotogrammétrique de la commune.

### Logement
En 2012, le nombre total de logements dans la commune est de 2 478.

Parmi ces logements, 88,2 % sont des résidences principales, 1,6 % des résidences secondaires et 10,2 % des logements vacants.

### Voies de communication et transports

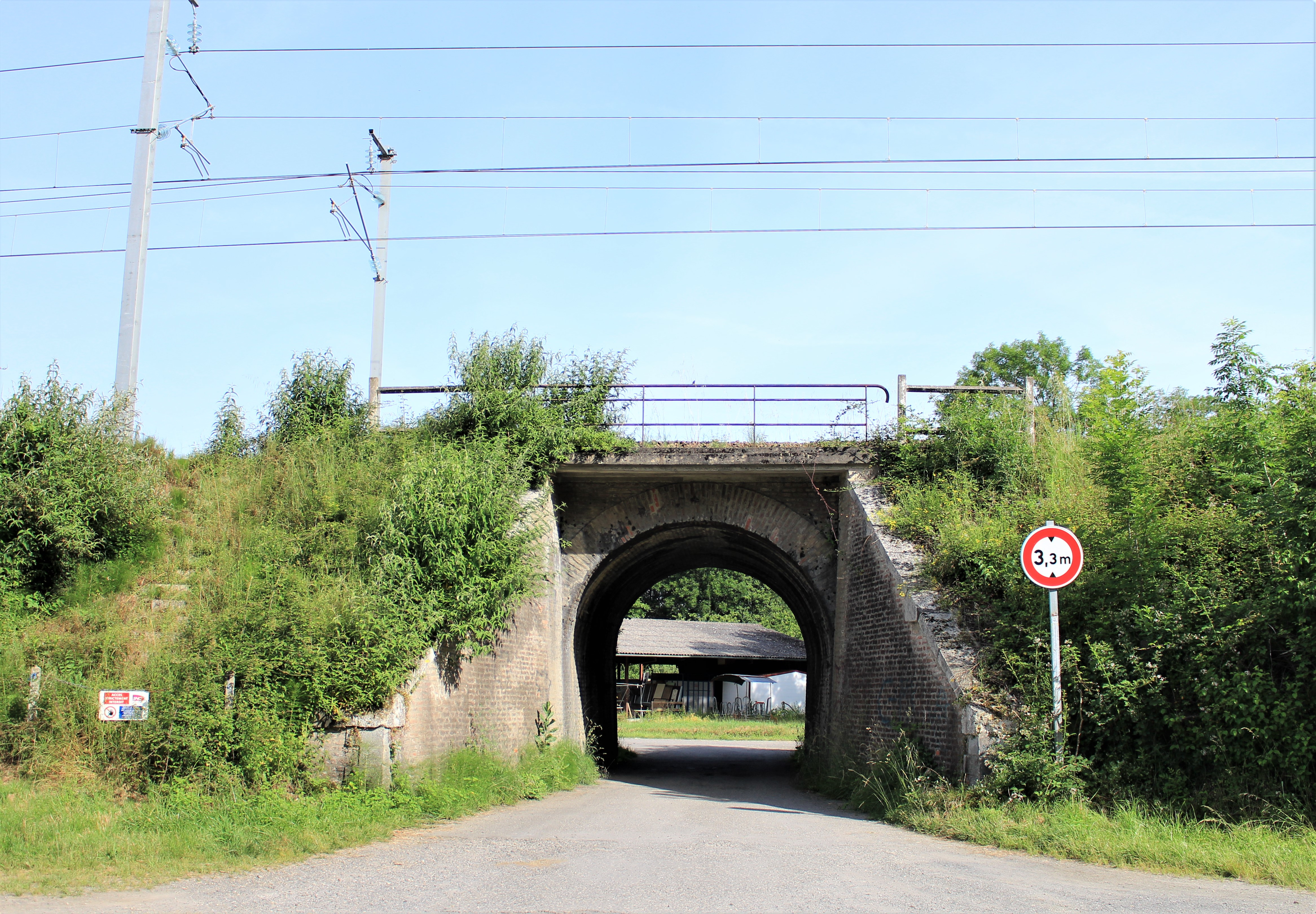
Le passage à niveau supérieur de Séméac sur la ligne de Toulouse à Bayonne.

Cette commune est desservie par l'autoroute A64 sortie  13, par la route nationale N 21 et les routes départementales D 817 et D 632 et les routes départementales D 8 et D 21.

### Risques majeurs
Le territoire de la commune de Séméac est vulnérable à différents aléas naturels : météorologiques (tempête, orage, neige, grand froid, canicule ou sécheresse), inondations, mouvements de terrains et séisme (sismicité modérée). Il est également exposé à un risque technologique,  le transport de matières dangereuses. Un site publié par le BRGM permet d'évaluer simplement et rapidement les risques d'un bien localisé soit par son adresse soit par le numéro de sa parcelle.

#### Risques naturels
Certaines parties du territoire communal sont susceptibles d’être affectées par le risque d’inondation par débordement de cours d'eau, notamment l'Adour et le canal d'Alaric. La cartographie des zones inondables en ex-Midi-Pyrénées réalisée dans le cadre du XIe Contrat de plan État-région, visant à informer les citoyens et les décideurs sur le risque d’inondation, est accessible sur le site de la DREAL Occitanie. La commune a été reconnue en état de catastrophe naturelle au titre des dommages causés par les inondations et coulées de boue survenues en 1982, 1993, 1999, 2009 et 2018,.
Séméac est exposée au risque de feu de forêt. Un plan départemental de protection des forêts contre les incendies a été approuvé par arrêté préfectoral le 21 avril 2020 pour la période 2020-2029. Le précédent couvrait la période 2007-2017. L’emploi du feu est régi par deux types de réglementations. D’abord le code forestier et l’arrêté préfectoral du 27 octobre 2014, qui réglementent l’emploi du feu à moins de 200 m des espaces naturels combustibles sur l’ensemble du département. Ensuite celle établie dans le cadre de la lutte contre la pollution de l’air, qui interdit le brûlage des déchets verts des particuliers. L’écobuage est quant à lui réglementé dans le cadre de commissions locales d’écobuage (CLE)

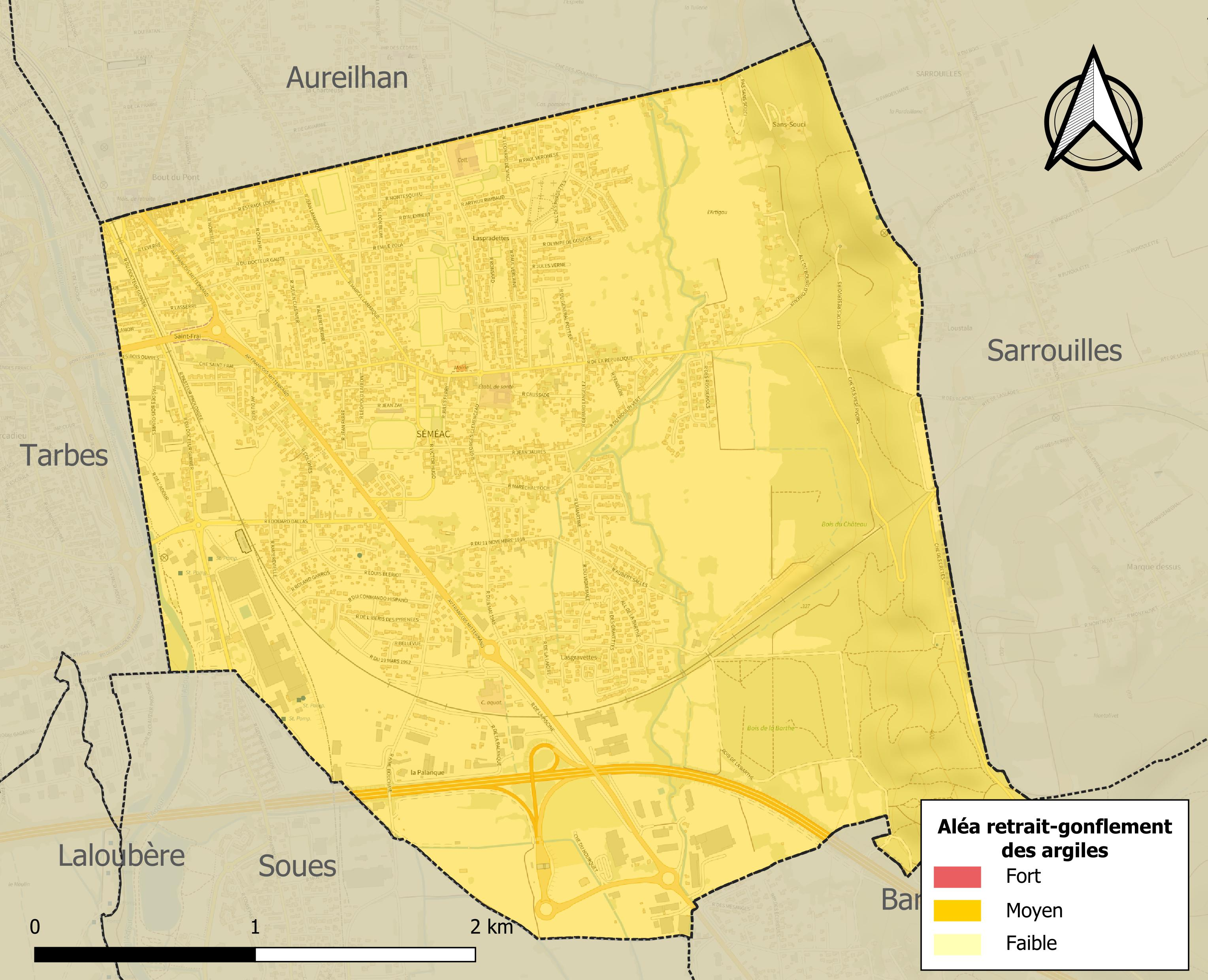
Carte des zones d'aléa retrait-gonflement des sols argileux de Séméac.

Les mouvements de terrains susceptibles de se produire sur la commune sont des mouvements de sols liés à la présence d'argile et des tassements différentiels.
Le retrait-gonflement des sols argileux est susceptible d'engendrer des dommages importants aux bâtiments en cas d’alternance de périodes de sécheresse et de pluie. La totalité de la commune est en aléa moyen ou fort (44,5 % au niveau départemental et 48,5 % au niveau national). Sur les 2 023 bâtiments dénombrés sur la commune en 2019, 2 023 sont en aléa moyen ou fort, soit 100 %, à comparer aux 75 % au niveau départemental et 54 % au niveau national. Une cartographie de l'exposition du territoire national au retrait gonflement des sols argileux est disponible sur le site du BRGM,.
Par ailleurs, afin de mieux appréhender le risque d’affaissement de terrain, l'inventaire national des cavités souterraines permet de localiser celles situées sur la commune.
Concernant les mouvements de terrains, la commune a été reconnue en état de catastrophe naturelle au titre des dommages causés par des mouvements de terrain en 1999.

#### Risque technologique
Le risque de transport de matières dangereuses sur la commune est lié à sa traversée par une route à fort trafic, une ligne de chemin de fer et une canalisation de transport d'hydrocarbures. Un accident se produisant sur de telles infrastructures est susceptible d’avoir des effets graves sur les biens, les personnes ou l'environnement, selon la nature du matériau transporté. Des dispositions d’urbanisme peuvent être préconisées en conséquence.

## Toponymie

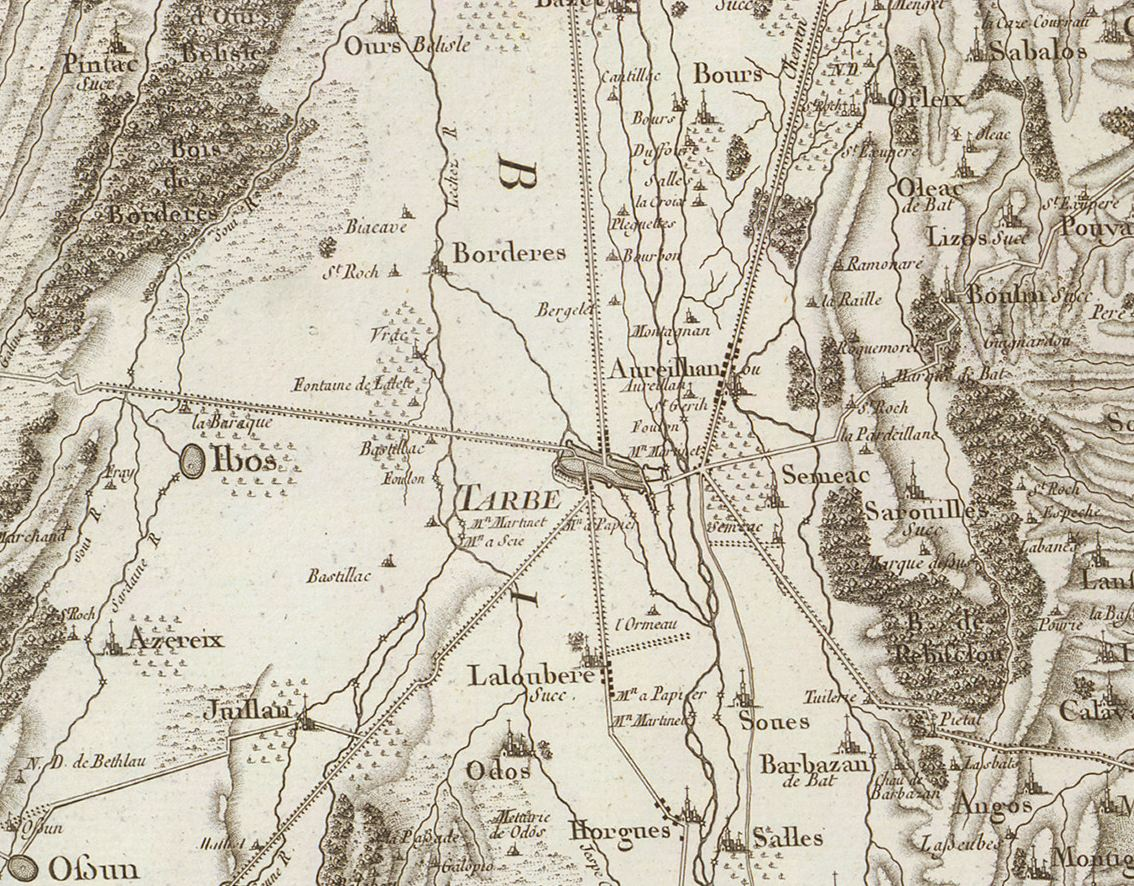
Extrait de la carte de Cassini (entre 1756 et 1789) situant Séméac à l'est de Tarbes.

On trouvera les principales informations dans le Dictionnaire toponymique des communes des Hautes-Pyrénées de Michel Grosclaude et Jean-François Le Nail qui rapporte les dénominations historiques du village :
Dénominations historiques :
- villam opulentissimam Semeiacum nominatam, latin (1022, Marca, Histoire de Béarn) ;
- de Semeaco, latin (v. 1060, cartulaire Saint-Pé ; 1080, ibid.) ;
- de Semeaco, latin (1292, procès Bigorre ; 1313, Debita regi Navarre ;
- de Semeaco, latin (1342, pouillé de Tarbes ; 1379, procuration Tarbes ; etc.) ;
- Raymundus Guilhelmi de Seminiaco, latin (v. 1110, cartulaire de Bigorre) ;
- Semeag (1285, montre Bigorre) ;
- de Semead (1292, procès Bigorre) ;
- Semeach, Semeag (1390, livre vert de Bénac) ;
- Semeac (1429, censier de Bigorre) ;
- Semeac (fin XVIIIe siècle, carte de Cassini).

Étymologie : 
Les noms de lieux terminés par « ac » comme Bernac, Préchac, Arcizac.. désignaient un domaine gallo-romain identifié par le nom de son  propriétaire : Séménius, dans le cas de Séméac[réf. nécessaire]. Séméac désigne un domaine antique, du nom de personne basco-aquitain Semen et suffixe -acum> gascon -ac (= propriété de Semen).
Nom occitan
Semiac.

## Histoire
Si des traces d'occupation au Paléolithique, puis dans l'Antiquité, ont été trouvées, la véritable histoire de Séméac  remonte au Moyen Âge : la seigneurie de Séméac apparaît à la fin de la dynastie carolingienne. Auparavant possession tarbaise, elle est le fruit de l'échange, en 1020, entre le duc de Sanche, Guillaume, prince et duc de Gascogne, et Arnaud-Raymond de Bas ou de Coarraze  d’un terrain situé à Saint-Pé, dont le premier avait besoin pour construire le monastère des Bénédictins.
L'existence de Séméac apparaît dans les textes dès 1032.
Plus tard, les barons de Castelbajac dépossédèrent les Coarraze de ce domaine, qu’ils conservèrent pendant près de trois siècles.
Le village lui-même, constitué de l'église, du premier château et de quelques maisons, fut fondé vers 1275 par Raimond de Castelbajac. En 1540, le baron Bernard de Castelbajac vendit sa seigneurie à Claire de Gramont, alors unique héritière du nom et des armes des Gramont, famille originaire des confins de la Navarre et du Béarn, qui partagea dès lors sa vie entre les châteaux de Bidache, Bayonne, Pau puis Séméac.
Au XVIIe siècle, Séméac fut érigé en marquisat. Le premier marquis de Séméac, Henri (1619-1679), comte de Toulonjon, Gramont et Asté, sénéchal et gouverneur de Gascogne, rasa le premier château et le fit reconstruire avec une telle magnificence qu'il mérita le surnom de « Petit Versailles ».
Dans la longue suite des Gramont de Séméac, se détachent quelques personnages :
- Antoine 1er de Gramont, fils de Claire, seigneur de Séméac, maire de Bayonne depuis l’âge de neuf ans, libéra Tarbes assiégé par les Huguenots du baron d'Arros en 1574 ;
- Antoine II, lui, mourut à Séméac en 1644, l’année où il avait été fait duc et pair de France par le jeune Louis XIV ;
- Antoine III, Maréchal de France en 1641, servit Richelieu et Mazarin ;
- en 1660, Charlotte de Gramont épousa Louis Grimaldi, un ancêtre du prince Rainier III de Monaco ; deux mois plus tard, ils furent invités aux fêtes du mariage de Louis XIV ;
- un des arrière-petits-neveux d’Henri, Antoine VII, mena une vie de dissipation et ruina consciencieusement sa famille. Il fut le dernier propriétaire du château où, paraît-il, il n'était jamais venu ! Par suite du manque d’entretien, l’angle méridional du bâtiment s’écroula en 1777. Ruiné, incapable de le faire réparer, retiré à Bidache, Antoine VII ordonna la démolition complète en juillet 1777. Beaucoup de ses pierres ont servi à la construction des vieilles maisons de Séméac, et même de l'hôpital de Vic-en-Bigorre !

La Révolution française provoqua le renversement de l'aristocratie locale, son expropriation et la confiscation des biens du clergé. Les terres ainsi récupérées  furent mises à la disposition de la Nation. Confisquées et mises en vente, elles furent achetées par les grands bourgeois tarbais : les Caussade (marchands, avocats), Théaux (avocats au Parlement), Sireix (greffiers)...
Après 1850, les moyens et petits paysans du village, d’abord journaliers, purent les acheter, lorsque les premiers propriétaires les revendirent  pour placer ailleurs leurs capitaux. Il faut voir là l'origine des propriétés paysannes établies solidement à Séméac pendant tout le XXe siècle.

### Cadastre napoléonien de Séméac
Le plan cadastral napoléonien de Séméac est consultable sur le site des archives départementales des Hautes-Pyrénées.

## Politique et administration

### Liste des maires

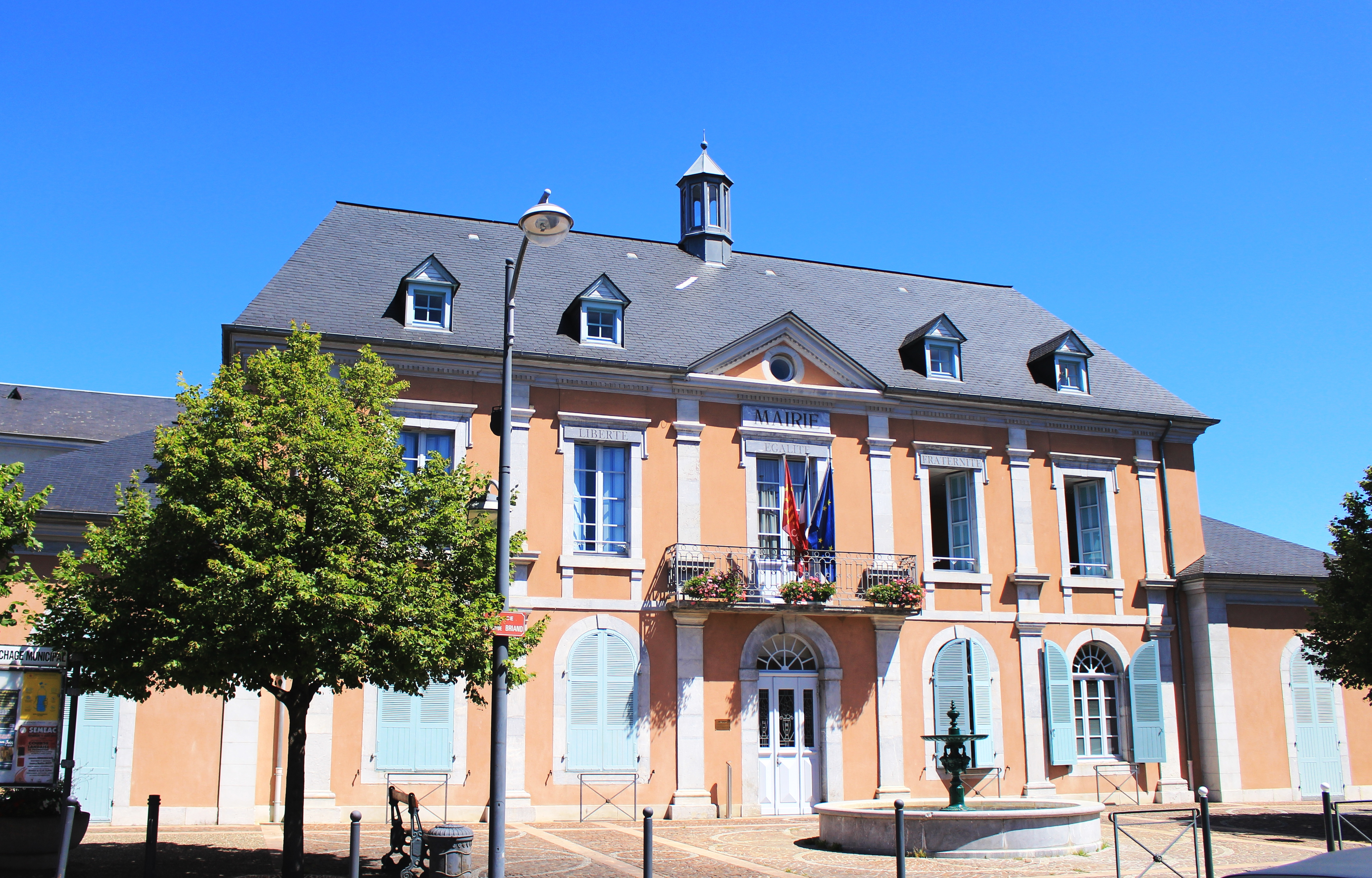
La mairie en 2019.

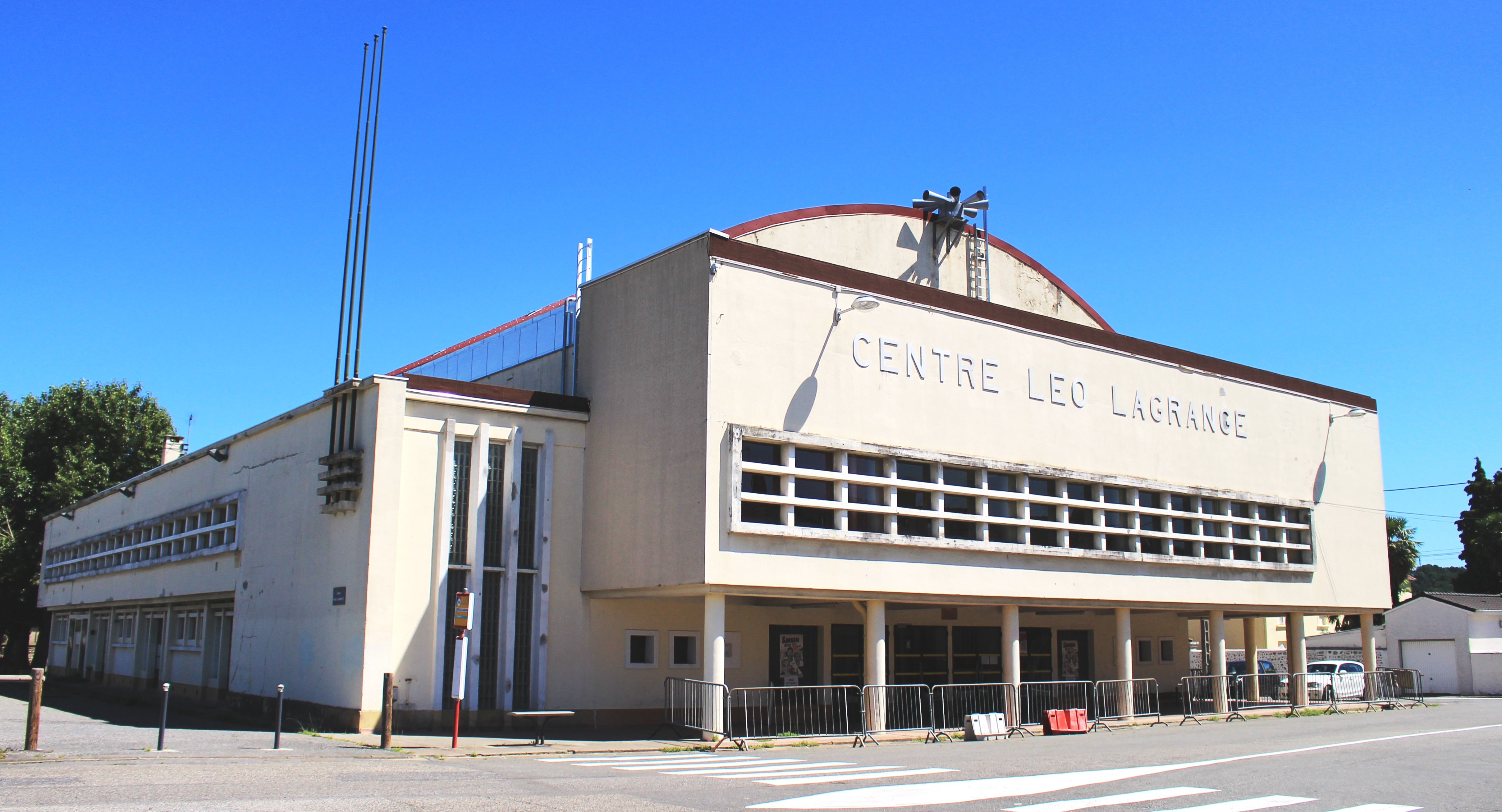
Le Centre culturel et sportif Léo Lagrange en 2019.

| Période                                  | Période                   | Identité        | Étiquette | Qualité                                                                                    |
| ---------------------------------------- | ------------------------- | --------------- | --------- | ------------------------------------------------------------------------------------------ |
| Les données manquantes sont à compléter. |                           |                 |           |                                                                                            |
| octobre 1947                             | juin 1985                 | André Noguès    | PS        | Conseiller général du canton de Séméac (1973 → 1988)                                       |
| juin 1985                                | 18 décembre 2010          | Guy Dufaure     | PS        | Ingénieur retraité Conseiller général du canton de Séméac (1988 → 2015)                    |
| 21 décembre 2010                         | mars 2020                 | Geneviève Isson | PS        | Professeure d’anglais retraitée Conseillère départementale du canton d'Aureilhan (2015 → ) |
| mars 2020                                | En cours (au 27 mai 2020) | Philippe Baubay | PS        | Conseiller régional d'Occitanie (2021 - )                                                  |

### Rattachements administratifs et électoraux

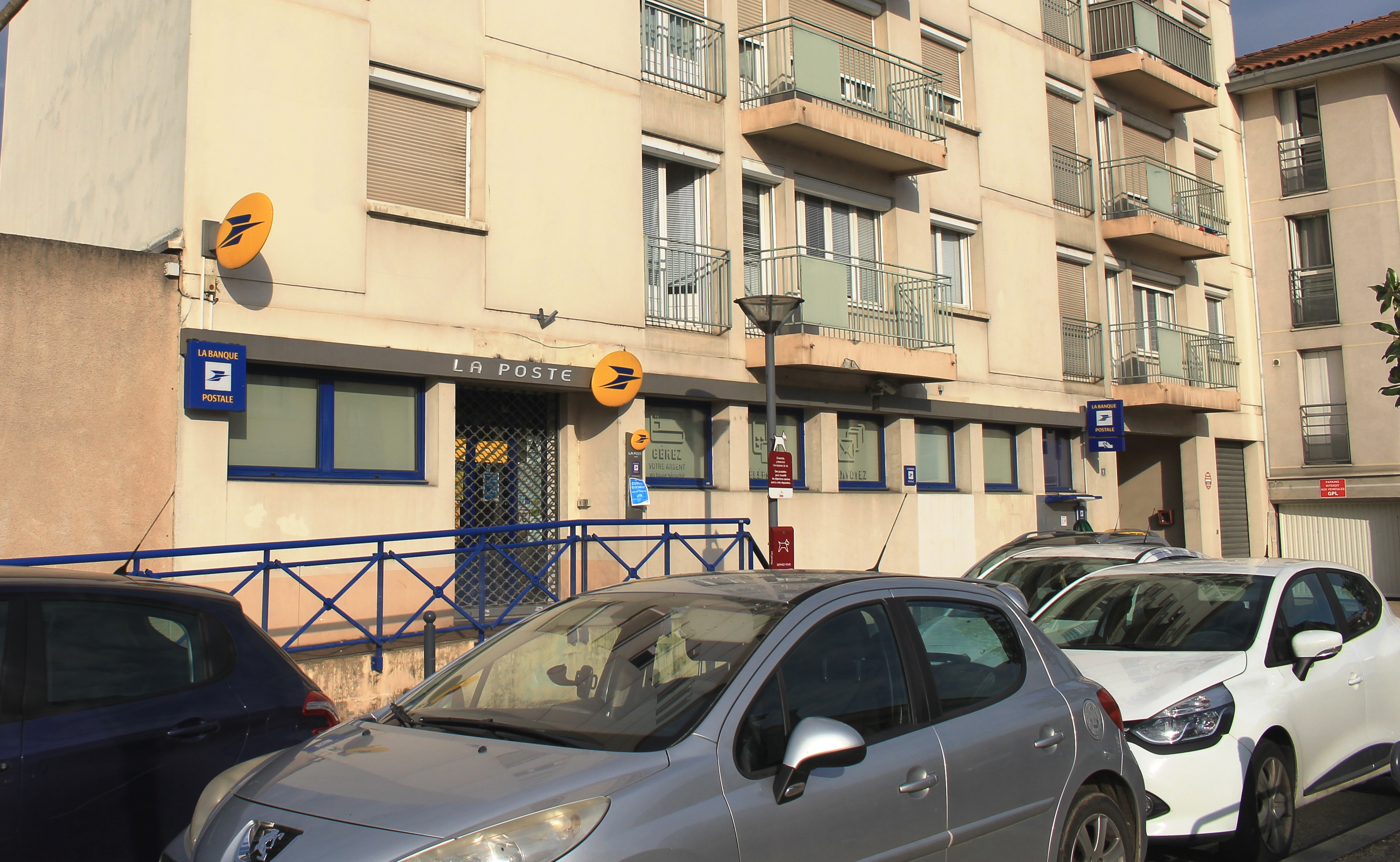
La Poste en 2021.

#### Historique administratif
Pays et sénéchaussée de Bigorre, quarteron de Tarbes, marquisat de Séméac, canton de Tarbes (1790), Tarbes-Sud (1801), chef-lieu depuis 1973 de Séméac remanié en 1982.

#### Intercommunalité
Séméac appartient à la Communauté d'agglomération Tarbes-Lourdes-Pyrénées créée en janvier 2017 et qui réunit 86 communes.

## Population et société

### Démographie

#### Évolution démographique
L'évolution du nombre d'habitants est connue à travers les recensements de la population effectués dans la commune depuis 1793. Pour les communes de moins de 10 000 habitants, une enquête de recensement portant sur toute la population est réalisée tous les cinq ans, les populations de référence des années intermédiaires étant quant à elles estimées par interpolation ou extrapolation. Pour la commune, le premier recensement exhaustif entrant dans le cadre du nouveau dispositif a été réalisé en 2005.

En 2022, la commune comptait 5 202 habitants, en évolution de +6,12 % par rapport à 2016 (Hautes-Pyrénées : +1,59 %, France hors Mayotte : +2,11 %).
| 1793 | 1800 | 1806 | 1821 | 1831 | 1836 | 1841 | 1846 | 1851 |
| ---- | ---- | ---- | ---- | ---- | ---- | ---- | ---- | ---- |
| 570  | 539  | 695  | 738  | 840  | 913  | 940  | 960  | 963  |

| 1856  | 1861  | 1866  | 1876  | 1881  | 1886  | 1891  | 1896  | 1901  |
| ----- | ----- | ----- | ----- | ----- | ----- | ----- | ----- | ----- |
| 1 002 | 1 005 | 1 062 | 1 205 | 1 287 | 1 375 | 1 359 | 1 520 | 1 537 |

| 1906  | 1911  | 1921  | 1926  | 1931  | 1936  | 1946  | 1954  | 1962  |
| ----- | ----- | ----- | ----- | ----- | ----- | ----- | ----- | ----- |
| 1 530 | 1 580 | 1 604 | 2 107 | 2 456 | 2 752 | 3 184 | 3 579 | 4 589 |

| 1968  | 1975  | 1982  | 1990  | 1999  | 2005  | 2006  | 2010  | 2015  |
| ----- | ----- | ----- | ----- | ----- | ----- | ----- | ----- | ----- |
| 5 122 | 5 158 | 5 012 | 4 428 | 4 751 | 5 028 | 5 031 | 4 679 | 4 893 |

| 2020  | 2022  | - | - | - | - | - | - | - |
| ----- | ----- | - | - | - | - | - | - | - |
| 5 165 | 5 202 | - | - | - | - | - | - | - |

Passée de 26 « feux » en 1429 à 1 695 habitants en 1806, 1 304 en 1914, 2 751 en 1936, la population a connu un bel essor après 1945 avec la construction de nouveaux lotissements (Hispano-Suiza, Baticoop), passant alors à 3 054 habitants en 1946, 4 596 en 1962, 5 012 en 1982.

### Enseignement

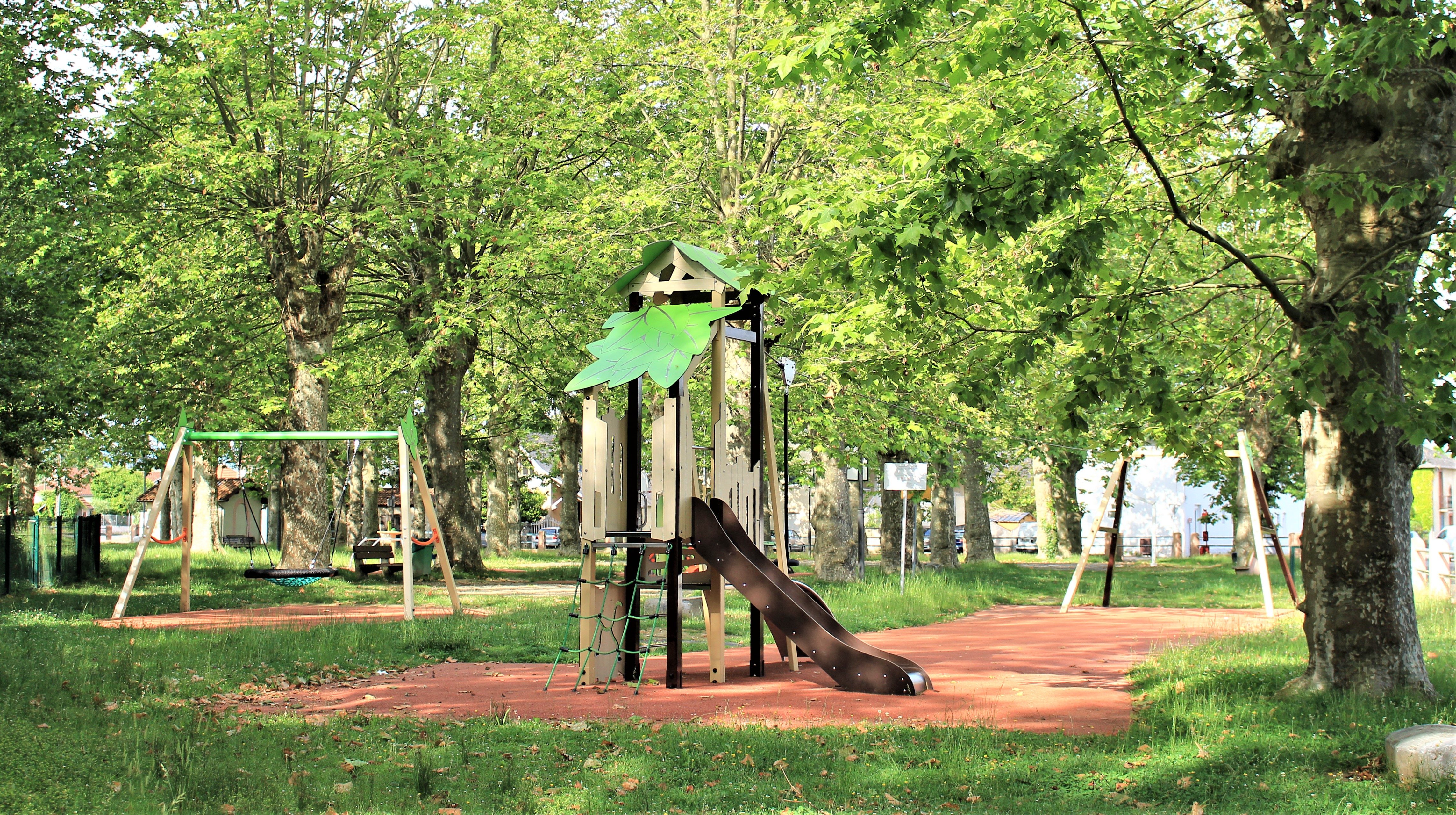
L'aire de jeux.

La commune dépend de l'académie de Toulouse. Elle dispose d’une école en 2016.
- École maternelle : Jean Bousquet  et Maurice Ravel
- École élémentaire : L'Arbizon et Le Montaigu
- Collège : Paul Valéry

Sélection de vues des installations scolaires municipales en 2019.
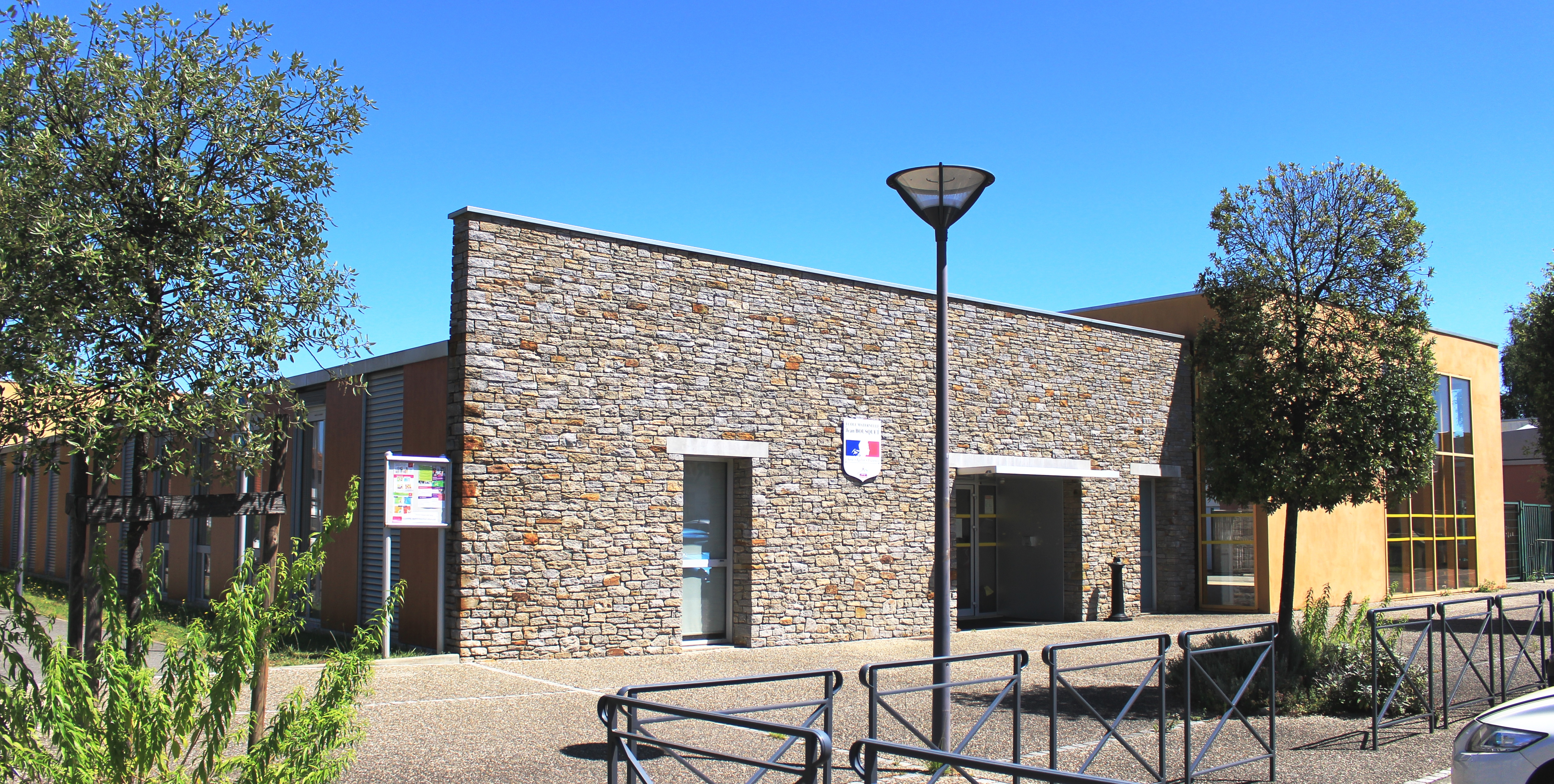
L'école maternelle Jean Bousquet.
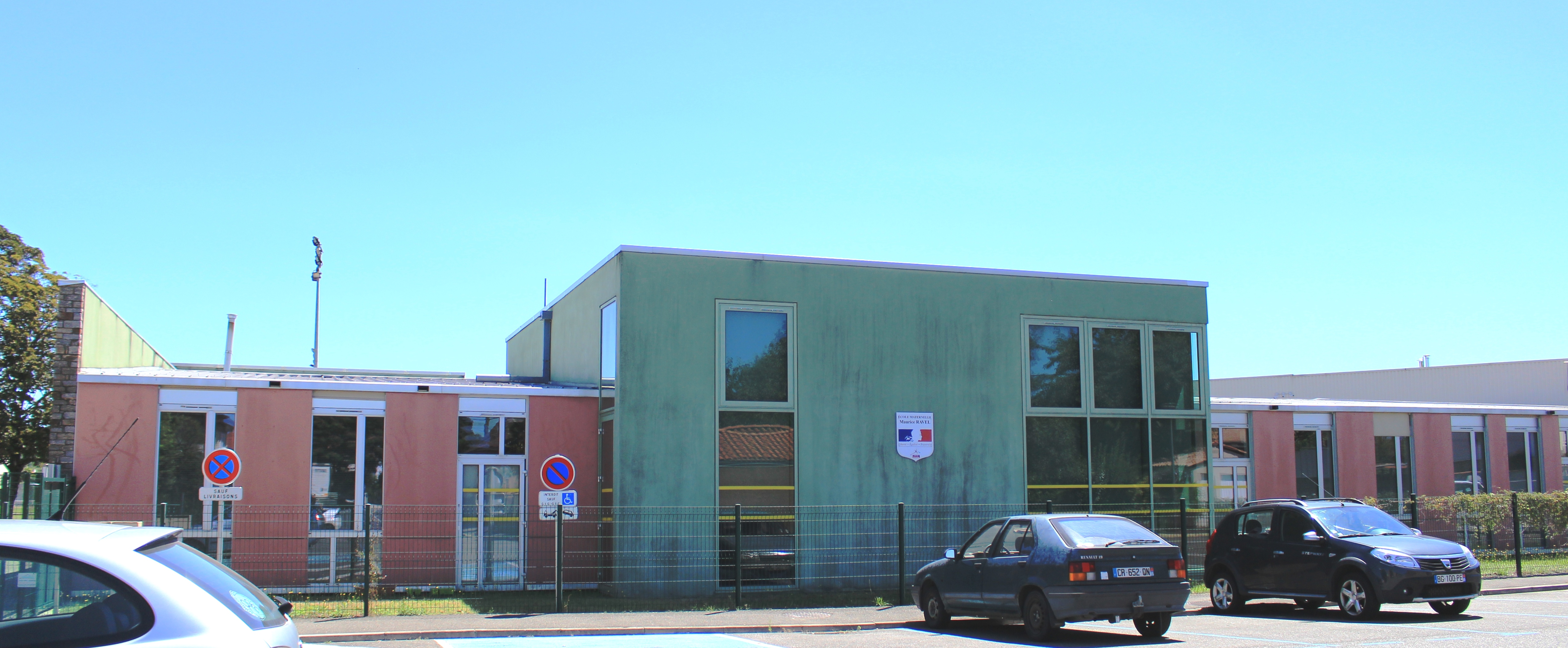
L'école maternelle Maurice Rave.
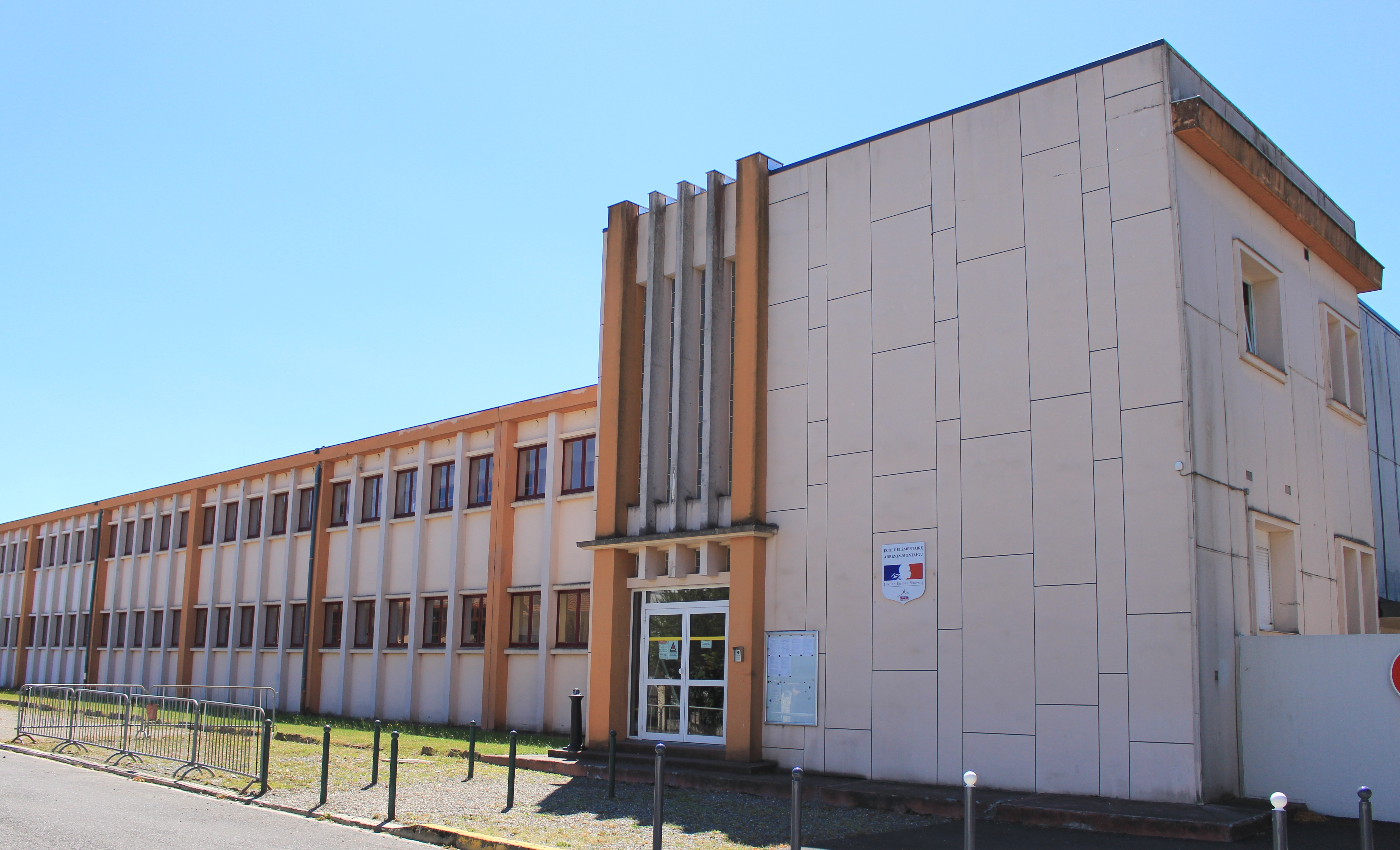
L'école élémentaire Arbizon et Le Montaigu.
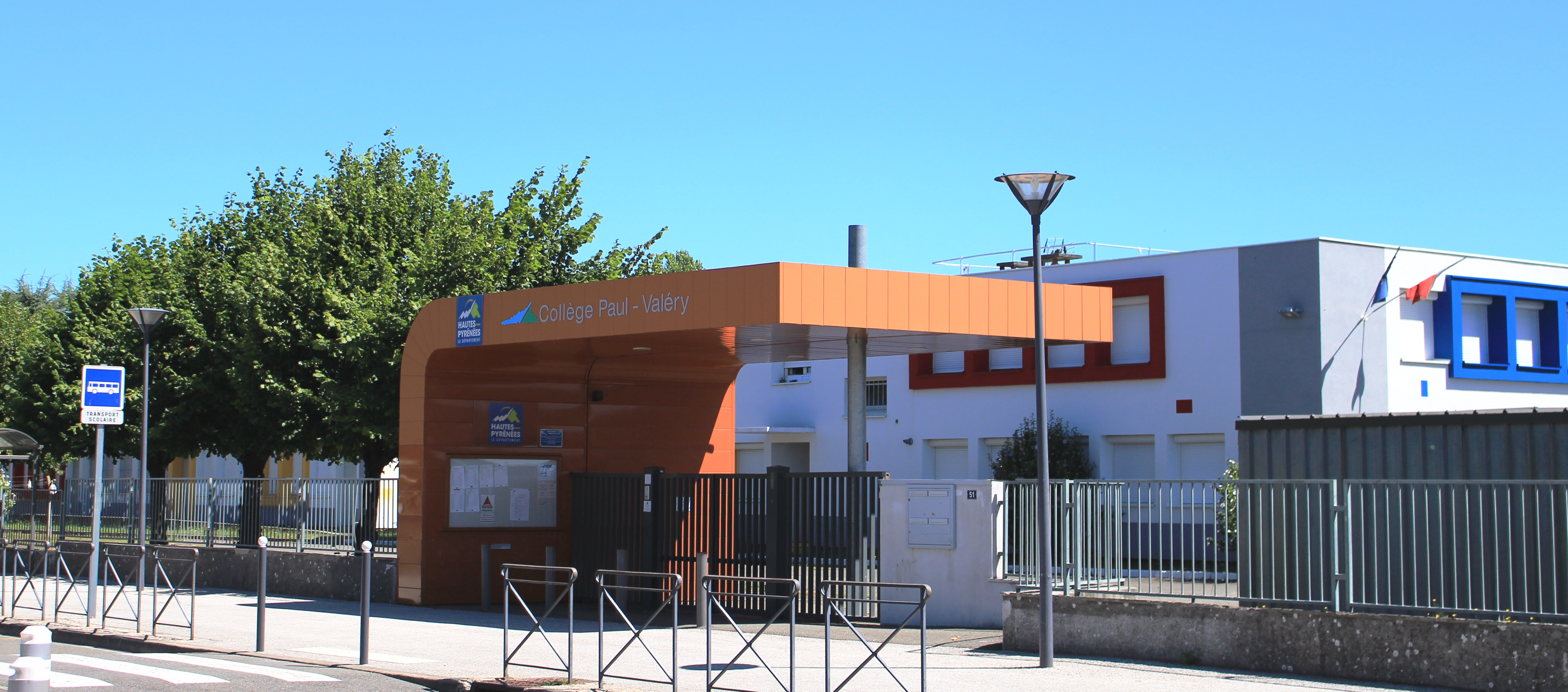
Le collège Paul Valéry.

### Sports
- L'ancien stade emblématique du Stadoceste Tarbais, le stade Jules-Soulé était situé sur le territoire de la commune.
- Le CaminAdour.
- Séméac possède un club de Rugby.

 : le Séméac Olympique évoluant en 3e série dans le championnat territorial Armagnac Bigorre.
 L'entraîneur actuel est Michel Perez. Ils jouent à domicile au stade André-Noguès.

Images des installations sportives
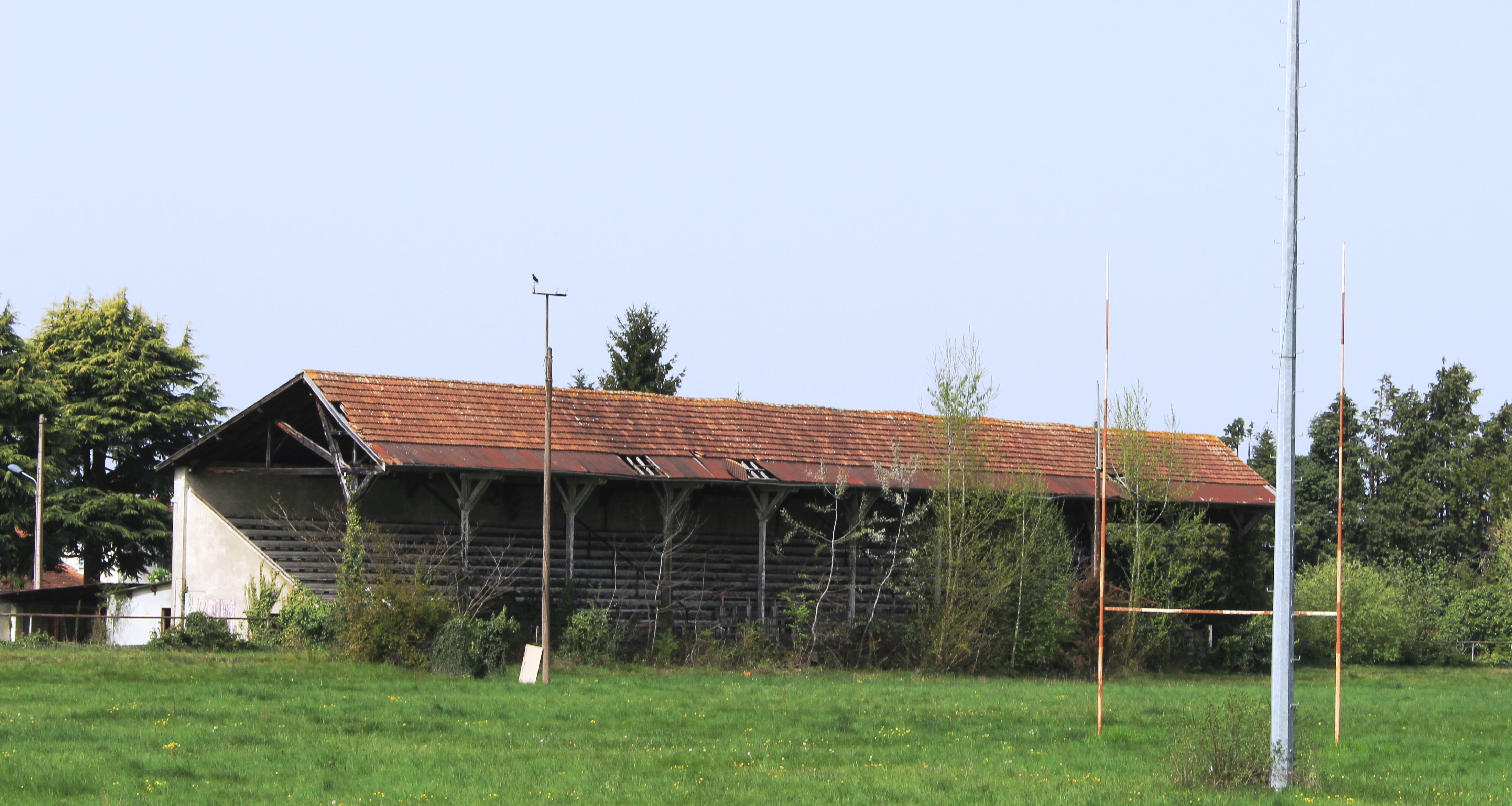
Le stade Jules-Soulé.
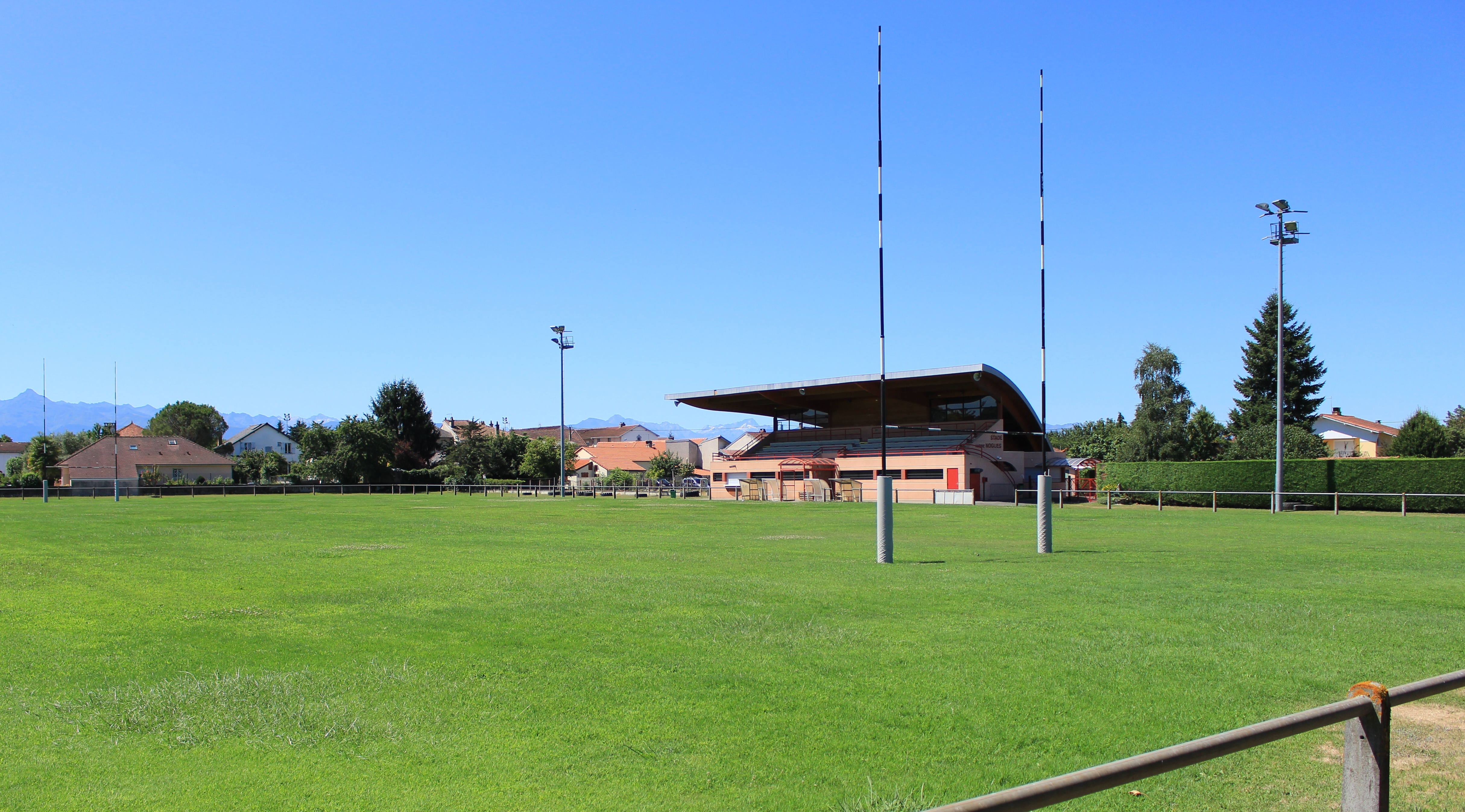
Le stade de rugby André-Noguès.
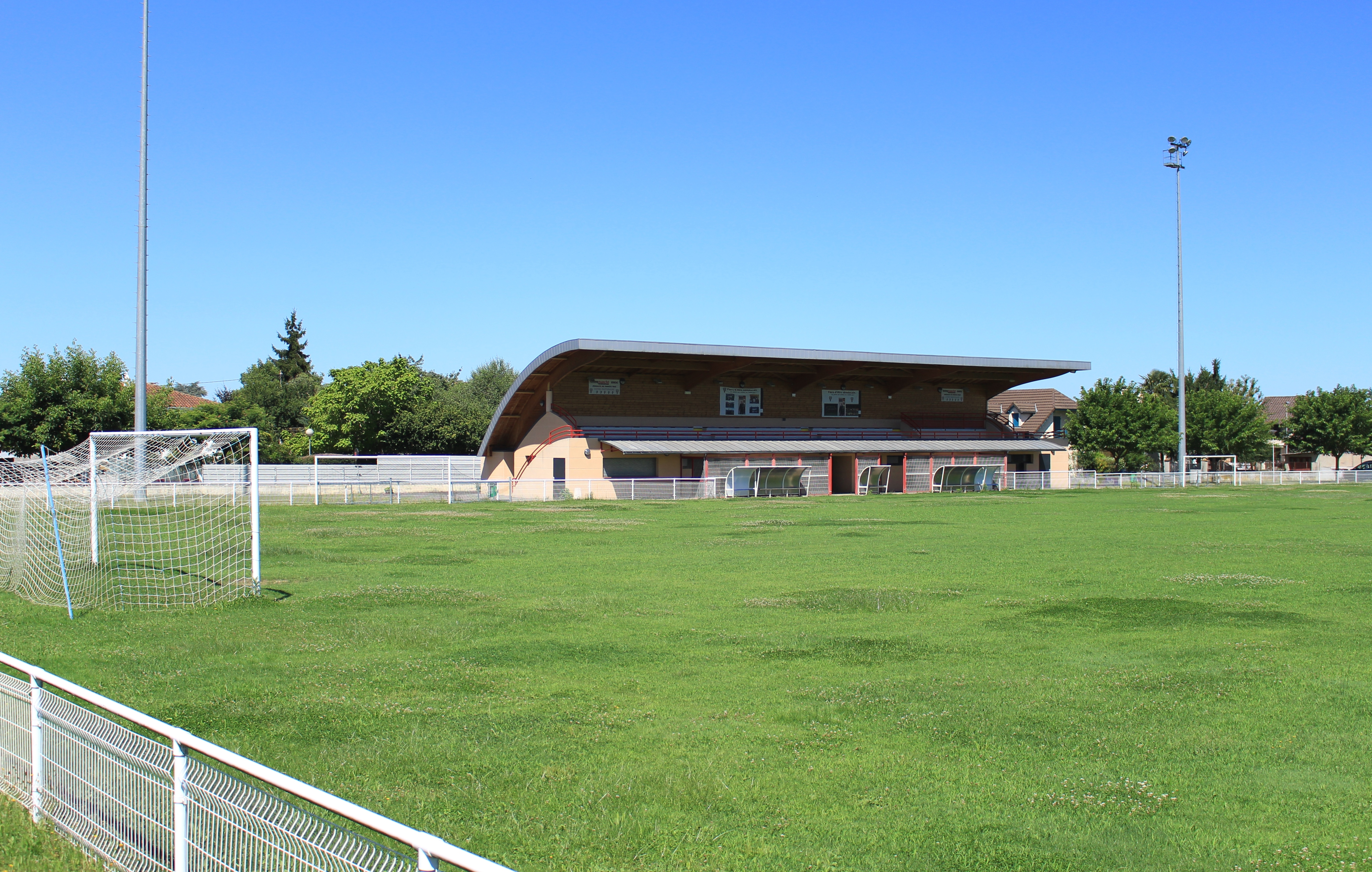
Le stade de football.
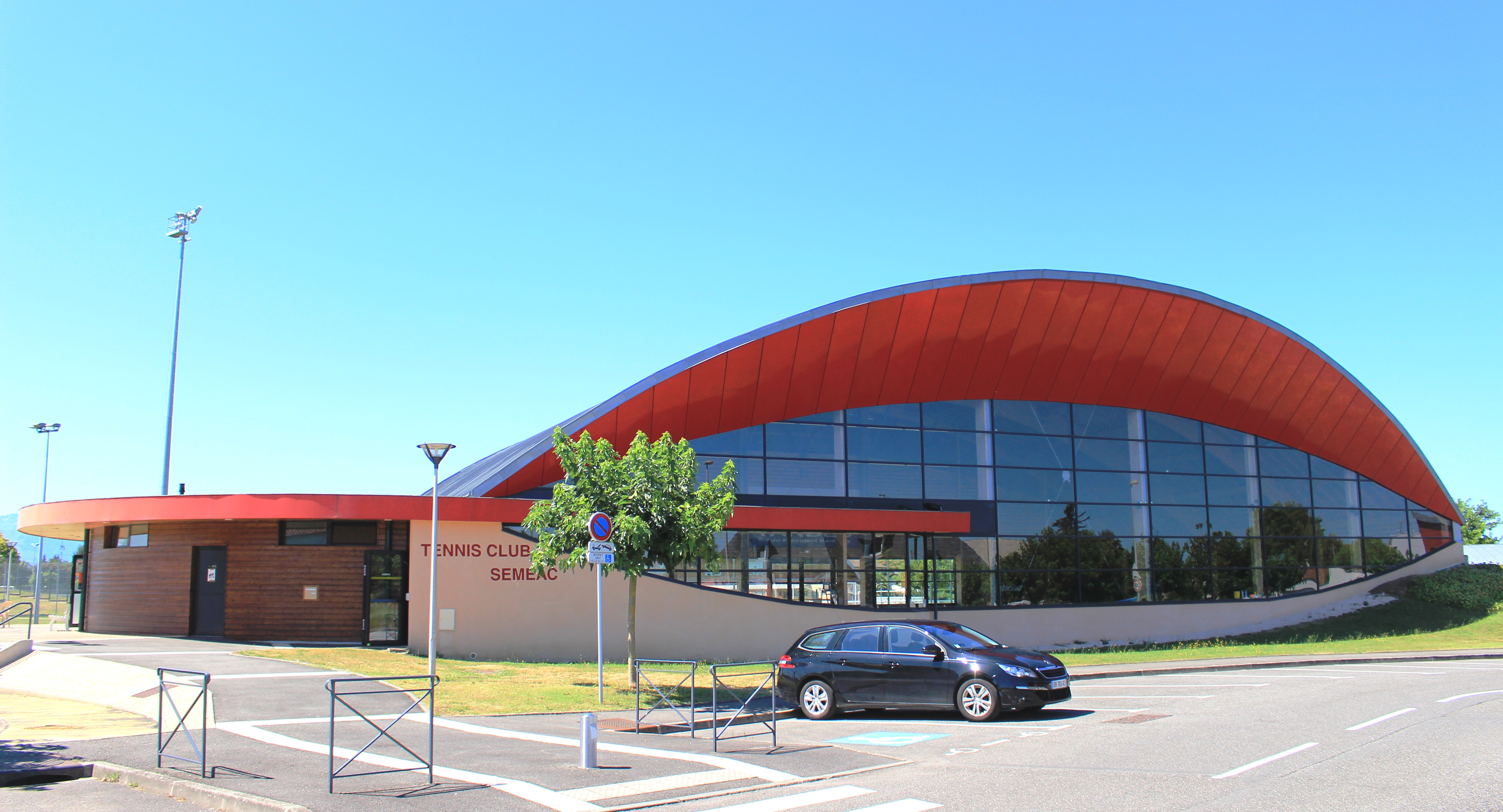
Le court de tennis.
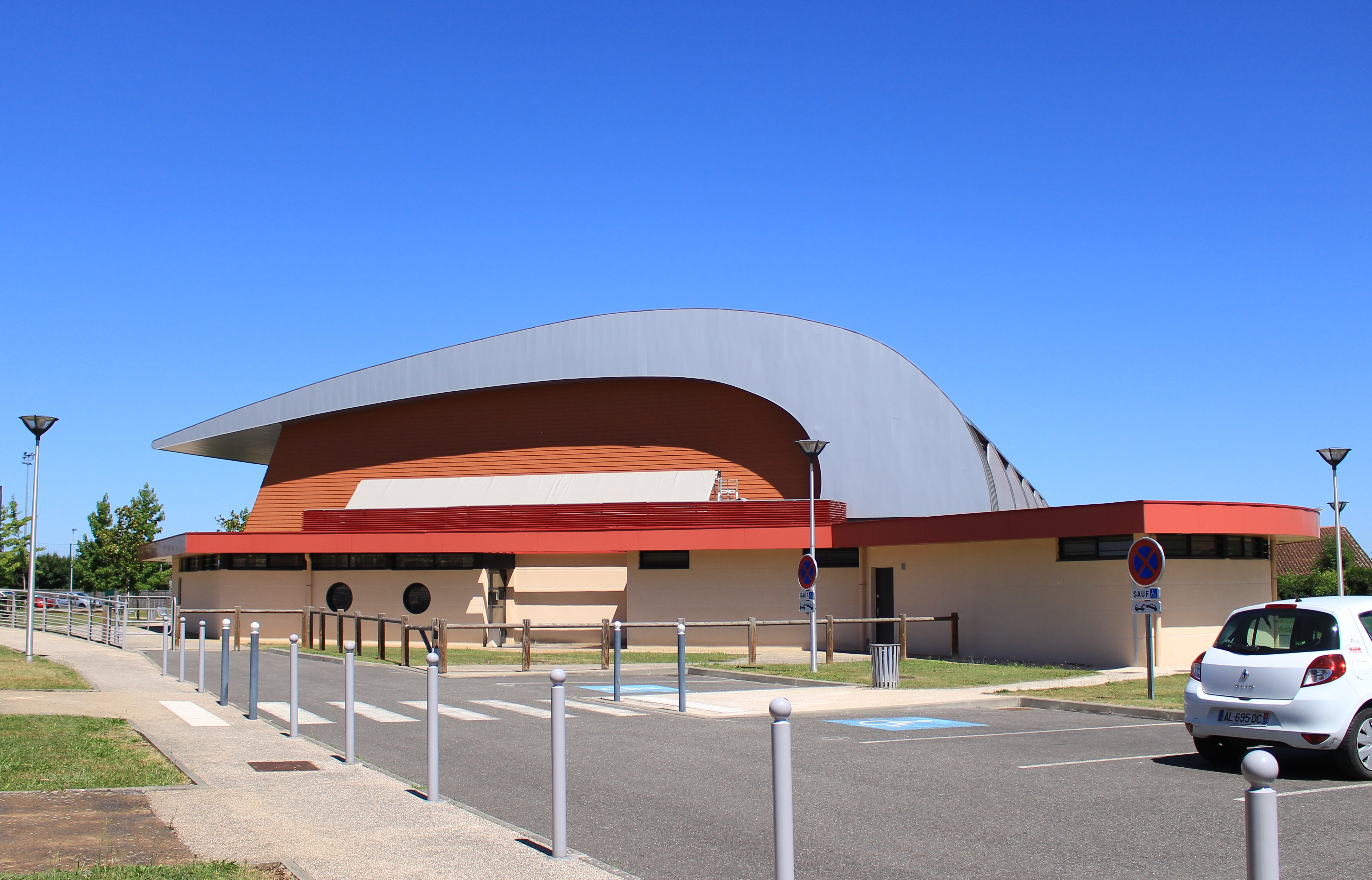
Le gymnase.
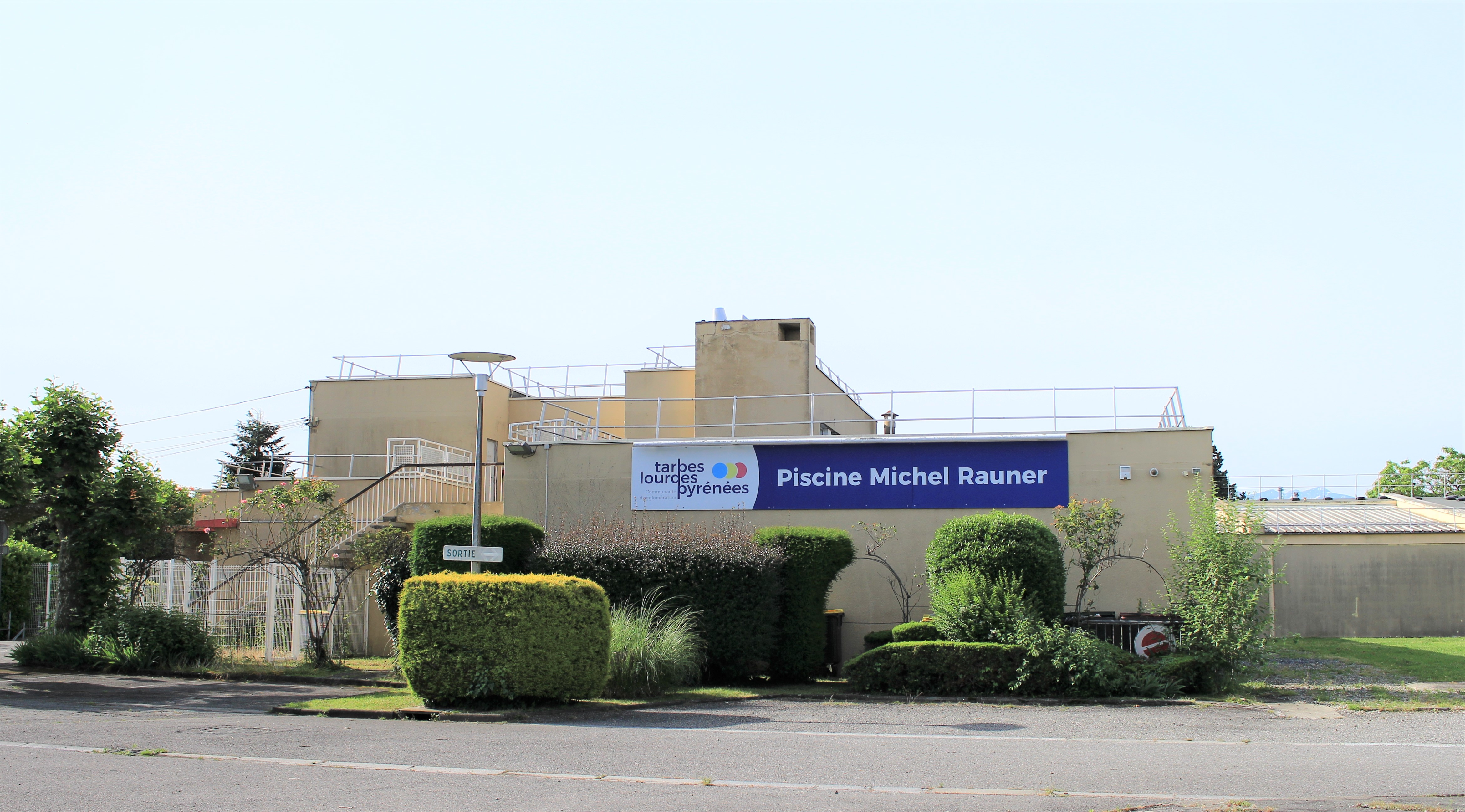
La piscine Michel-Rauner.

## Économie

### Revenus
En 2018, la commune compte 2 300 ménages fiscaux, regroupant 4 861 personnes. La médiane du revenu disponible par unité de consommation est de 21 410 € (20 420 € dans le département). 51 % des ménages fiscaux sont imposés (44,4 % dans le département).

### Emploi
|                | 2008  | 2013  | 2018  |
| -------------- | ----- | ----- | ----- |
| Commune        | 8,5 % | 9,8 % | 9,9 % |
| Département    | 7,7 % | 9,4 % | 9,8 % |
| France entière | 8,3 % | 10 %  | 10 %  |

En 2018, la population âgée de 15 à 64 ans s'élève à 2 870 personnes, parmi lesquelles on compte 73,7 % d'actifs (63,8 % ayant un emploi et 9,9 % de chômeurs) et 26,3 % d'inactifs,. En  2018, le taux de chômage communal (au sens du recensement) des 15-64 ans est supérieur à celui du département, mais inférieur à celui de la France, alors qu'il était supérieur à celui de la France en 2008.
La commune fait partie du pôle principal de l'aire d'attraction de Tarbes,. Elle compte 2 295 emplois en 2018, contre 2 274 en 2013 et 2 616 en 2008. Le nombre d'actifs ayant un emploi résidant dans la commune est de 1 863, soit un indicateur de concentration d'emploi de 123,2 % et un taux d'activité parmi les 15 ans ou plus de 50,8 %.
Sur ces 1 863 actifs de 15 ans ou plus ayant un emploi, 326 travaillent dans la commune, soit 18 % des habitants. Pour se rendre au travail, 87,6 % des habitants utilisent un véhicule personnel ou de fonction à quatre roues, 1,8 % les transports en commun, 8 % s'y rendent en deux-roues, à vélo ou à pied et 2,7 % n'ont pas besoin de transport (travail au domicile).

### Activités
L'irrigation relativement aisée des terres favorisa l'élevage des vaches laitières et les cultures maraîchères : Séméac alimentait autrefois une bonne partie de la ville de Tarbes en lait et en légumes frais.
Longtemps village à dominante agricole, Séméac a vu le nombre de ses fermes diminuer et il n’en reste que très peu actuellement.
Parallèlement, les activités artisanales, et surtout commerciales et industrielles, se sont développées. C'est surtout l’usine Alstom qui a fait basculer l’économie locale vers l’industrie.

## Culture locale et patrimoine

### Lieux et monuments

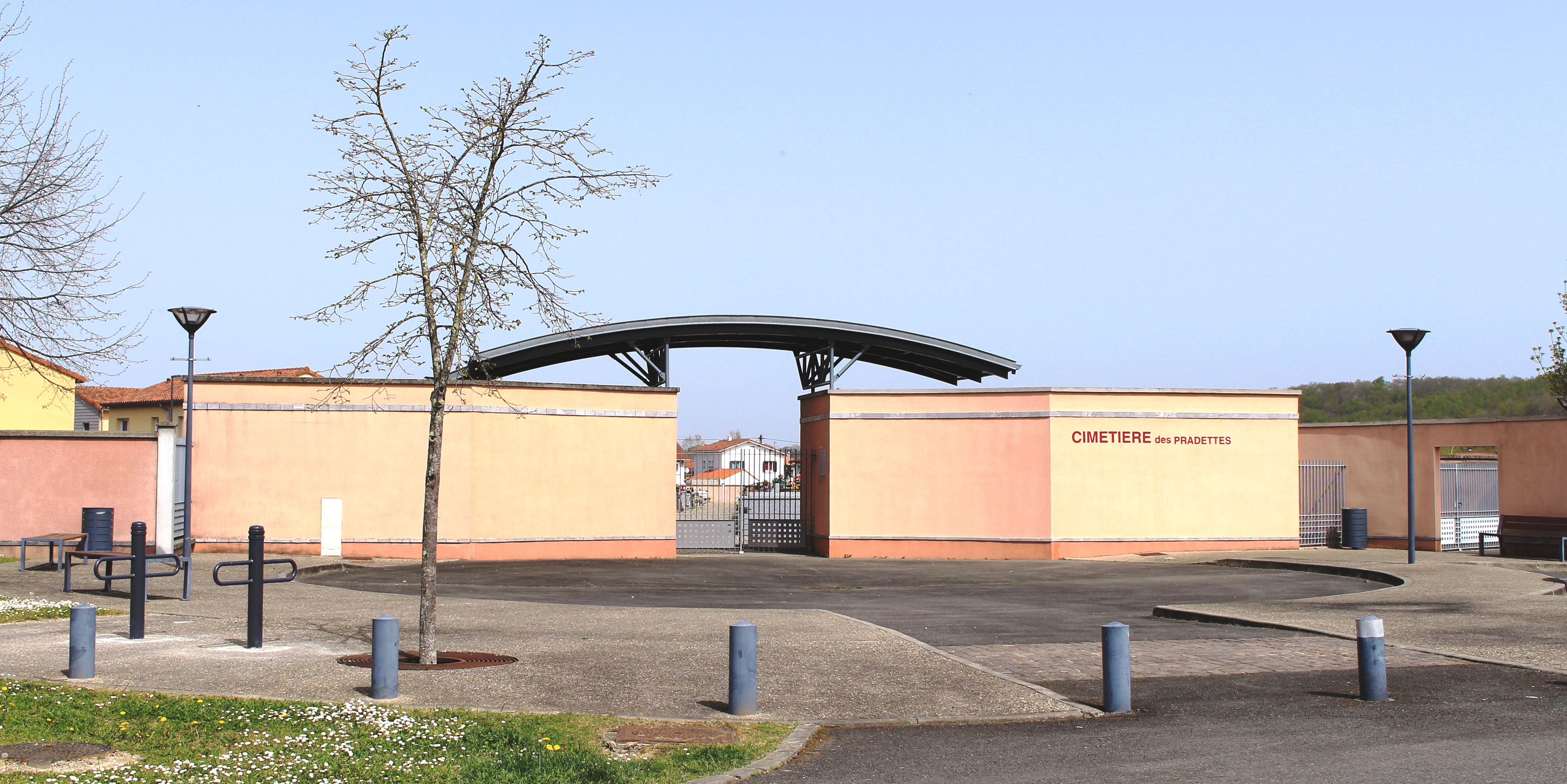
L'entrée du nouveau cimetière des Pradettes.

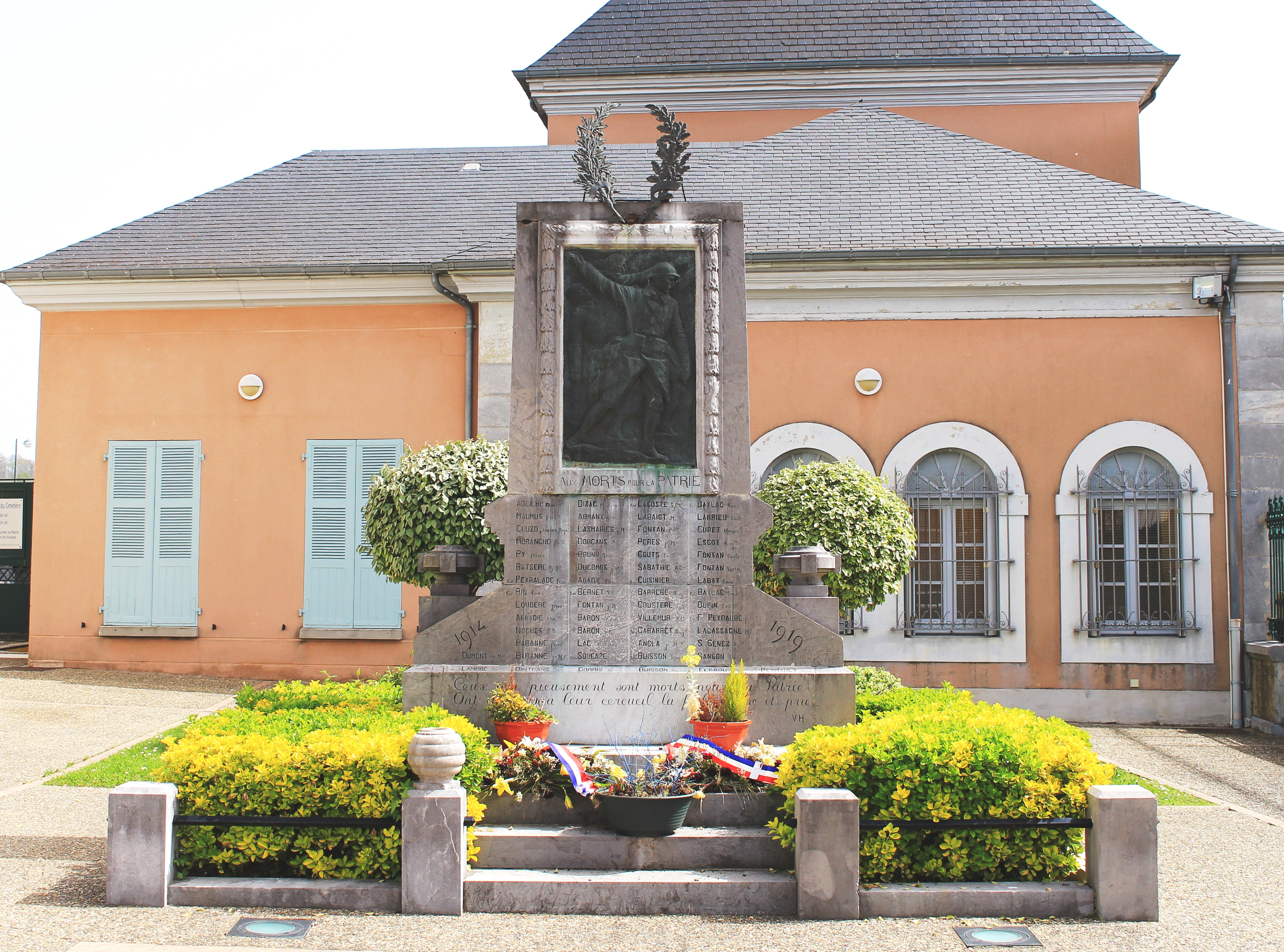
Le monument aux morts municipal, œuvre de Firmin Michelet.

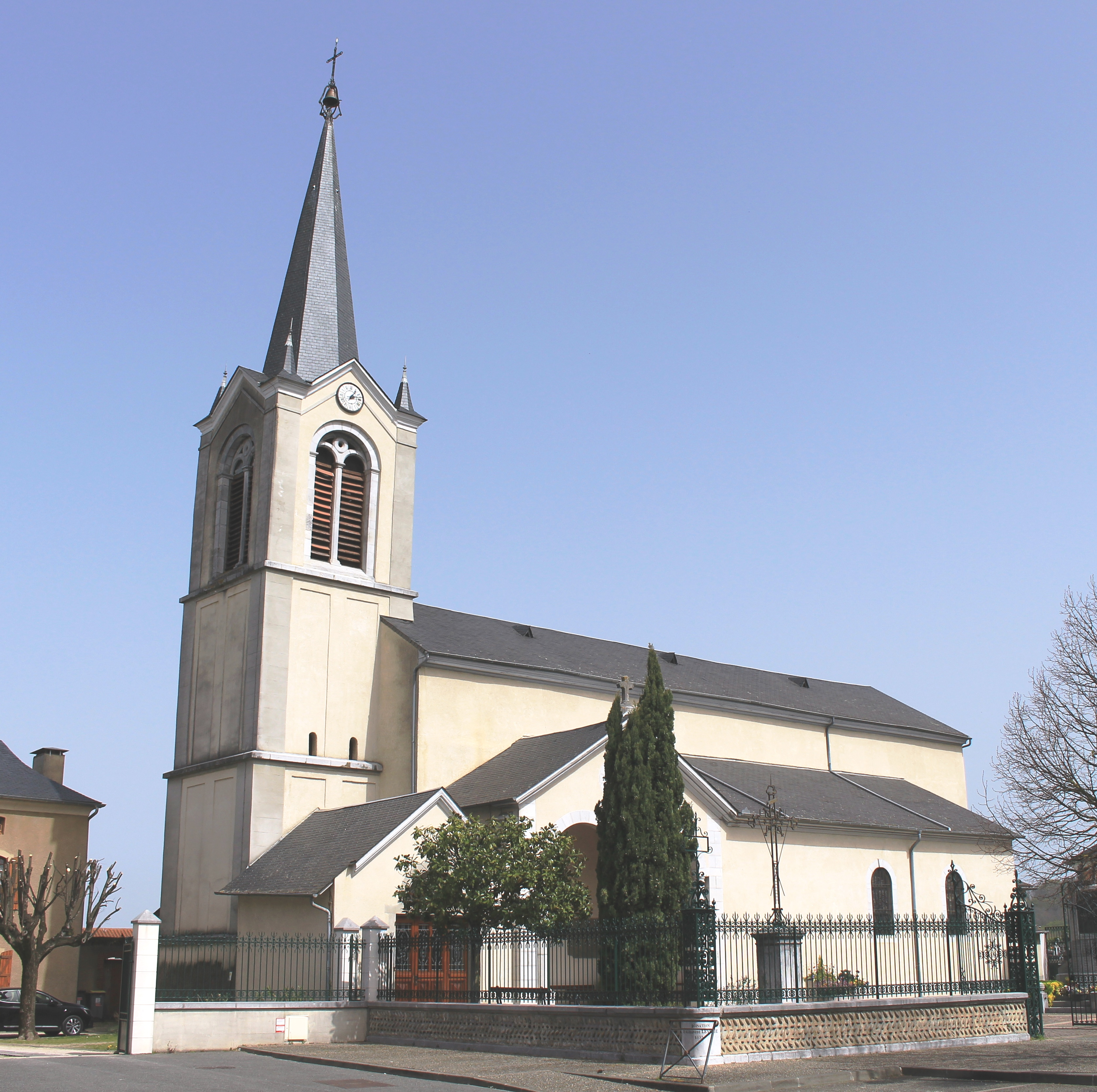
L'église Notre-Dame en 2020.

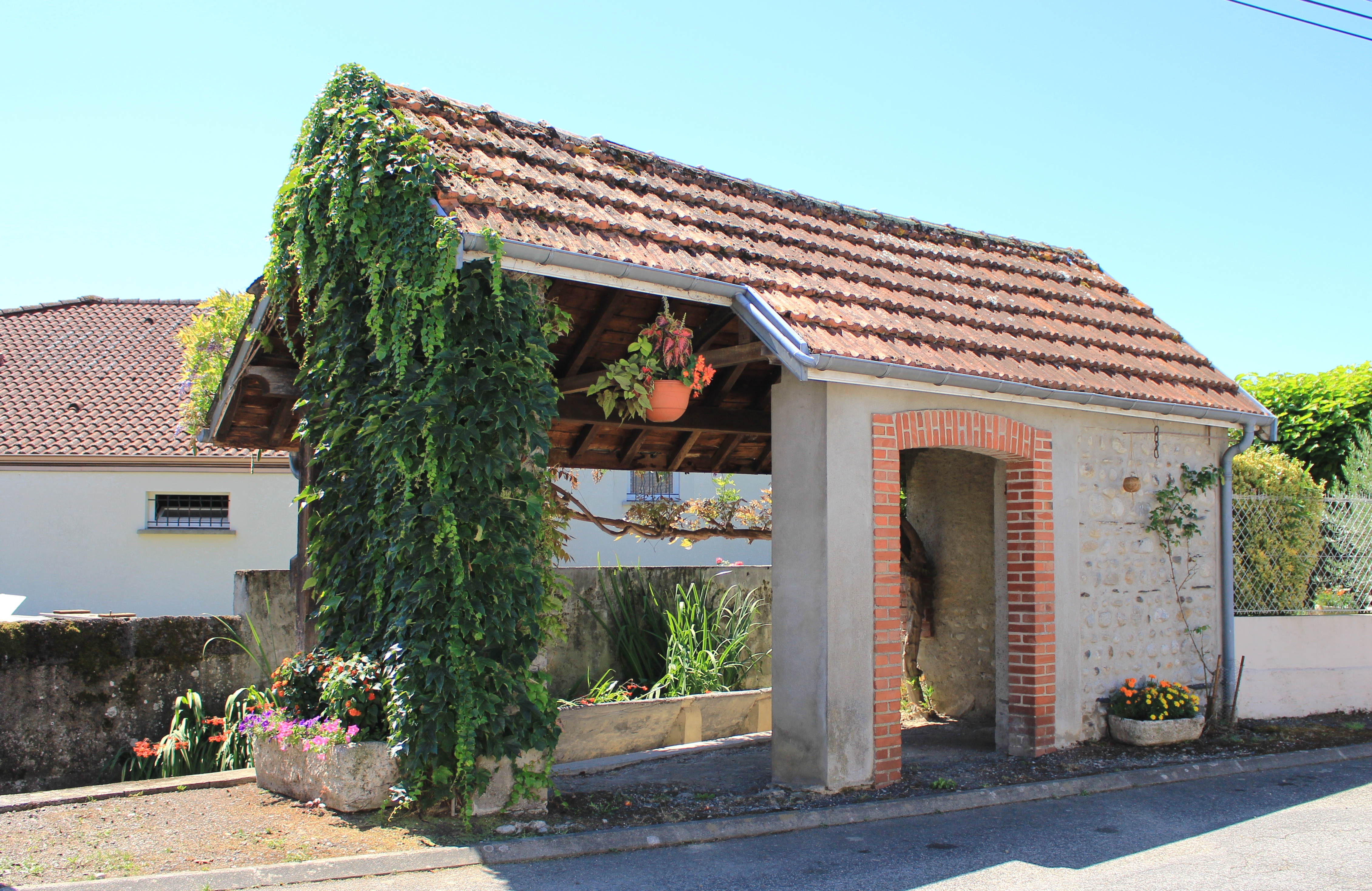
Le lavoir en 2019.

- Du sud au nord de Séméac serpente le canal Alaric, dont le nom viendrait, d’après une légende, du roi wisigoth qui aurait fait creuser ce canal pour alimenter en eau le campement de sa cavalerie.
- Église Notre-Dame-de-l'Assomption. La première église avait été édifiée vers 1285 par Raimond-Arnaud de Castelbajac. Incendiée par les Huguenots en 1569, elle fut reconstruite, en 1609, par les ducs de Gramont, avec les vestiges de l'ancienne, puis remaniée au XVIIIe siècle, où fut réalisé le retable, par Dominique Ferrère (1723-1808), petit-fils de Jean Ferrère, fondateur d'une dynastie de sculpteurs spécialisés, installés à Asté. De leurs ateliers sortirent pendant près de deux siècles les éléments les plus originaux du décor et du mobilier des églises haut-pyrénéennes. Le clocher et le porche avaient été ajoutés sous le règne de Louis XV. La voûte en berceau, reposant sur 8 colonnes, date du XIXe siècle. Les grilles de la cour et du portail de l’église furent installées en 1898 et sont le fruit de la générosité d’un mécène séméacais. L'église porte le nom de sa sainte-patronne : Notre-Dame de l'Assomption, fêtée le 15 août.
- Le centre culturel et sportif Léo Lagrange qui est classé patrimoine du XXe siècle.
- Lavoir.
- Le Monument aux morts municipal œuvre de Firmin Michelet.

### Personnalités liées à la commune
- Albert Bernet (1883-1962).
- Jean Duclos-Gavarnys (1875-1947).
- Docteur Paul Voivenel (1880-1975), natif de Séméac.
- Paul Courounet (1908-1961), Compagnon de la Libération, décédé à Séméac.
- Gérard Trémège, homme politique né à Séméac en 1944, maire de Tarbes depuis 2001.
- Jean-Louis Blèze, né à Séméac le 1er août 1927, est un humoriste français.